# George Washington
Vous lisez un « bon article » labellisé en 2007.
Pour les articles homonymes, voir George Washington (homonymie).
George Washington (prononcé en anglais : /d͡ʒɔɹd͡ʒ ˈwɑʃɪŋtən/), né le 22 février 1732 à Pope's Creek (colonie de Virginie) et mort le 14 décembre 1799 à Mount Vernon (État de Virginie), est un militaire, planteur esclavagiste et homme d'État américain, chef d’état-major de l’Armée continentale pendant la guerre d’indépendance entre 1775 et 1783 et premier président des États-Unis, en fonction de 1789 à 1797.
Washington est l'un des planteurs les plus riches de Virginie avec son domaine de Mount Vernon. Grâce à sa participation à la guerre de Sept Ans qui se déroule entre 1756 et 1763, il devient rapidement célèbre des deux côtés de l'Atlantique et s'intéresse aux questions politiques. Son engagement dans la révolution américaine ainsi que sa réputation le portent au poste de commandant des troupes américaines, qu'il organise et mène à la victoire finale, avec l'aide des Français, sur la métropole britannique. Après le conflit, il participe à la rédaction de la Constitution des États-Unis et fait l’unanimité lors de la première élection présidentielle. Pendant ses deux mandats, George Washington montre ses qualités d'administrateur habile, malgré les difficultés internes et les conflits en Europe. Il a laissé son empreinte sur les institutions du pays et sur l’histoire des États-Unis.
Considéré comme l'un des Pères fondateurs des États-Unis par les Américains, George Washington a fait l'objet de nombreux hommages depuis la fin du XVIIIe siècle : son nom a été donné à la capitale des États-Unis, à un État du nord-ouest de l'Union, ainsi qu'à de nombreux sites et monuments. Son effigie figure depuis 1932 sur la pièce de 25 cents (quarter) ainsi que sur le billet d'un dollar.

## Situation personnelle

### Origines familiales
George Washington naît le 22 février 1732 au domaine de Pope's Creek, sur les rives du fleuve Potomac, au sud-est de l’actuelle Colonial Beach, dans le comté de Westmoreland en Virginie, à dix heures du matin. Ses parents choisissent son prénom en hommage au roi George II. Ses parents, Mary Ball et Augustine Washington, font partie de l’élite économique et culturelle des planteurs de Virginie, dans le sud des Treize Colonies.
Le père est un planteur, mais aussi juge à la cour du comté de Westmoreland. En 1715, il épouse Jane Butler, fille de riches planteurs, avec qui il a trois enfants : Lawrence (1718-1752), Augustine Jr. (en) (1720-1762) et Jane (1722-1734). Le jeune couple prospecte et achète des terrains pour agrandir le domaine qui s'étendait sur 1 740 acres (environ 740 ha), puis commence à construire une maison sur ce qui deviendra le domaine de Pope's Creek. Son épouse meurt en 1729, alors qu'il se trouve en Grande-Bretagne pour régler un litige. Il n'apprend son décès qu'à son retour en Virginie en mai 1730. Veuf, il se remarie en 1731, épousant Mary Ball, elle-même veuve et propriétaire de terres. George Washington naît l'année suivante. En 1735, la famille qui s'est agrandie avec deux autres enfants, Betty (1734-1797) et Samuel (1734-1781), s’installe dans une maison dans la plantation de Little Hunting Creek, qui va par la suite devenir Mount Vernon. Trois ans plus tard, elle déménage une nouvelle fois pour s’installer à Ferry Farm, une plantation située sur le fleuve Rappahannock où George Washington passe la plus grande partie de sa jeunesse,. Trois autres enfants viennent au monde : John Augustine (1736-1787), Charles (1738-1799) et Mildred, qui meurt en bas âge (1739-1740).

### Jeunesse et éducation
Il reçoit une éducation soignée, celle du milieu des riches planteurs du Sud, qui lui enseigne les bonnes manières, la morale et les connaissances qu’un gentilhomme de cette époque pouvait recevoir. Son demi-frère Lawrence, revenu en Virginie en 1738 après ses études en Angleterre, est un modèle pour lui. Il fréquente sans doute une école locale ou bien il reçoit l’enseignement d’un précepteur. Il est doué pour les mathématiques et se familiarise avec les rudiments de la topographie,. En revanche, il n’apprend ni le latin ni le grec ancien, ni même de langue étrangère. Il quitte l’école vers l’âge de quinze ans sans entreprendre d’études supérieures. Très jeune, il s'initie à la chasse, en particulier à l'affût, comme de nombreux Virginiens à l'époque.
Il n’a que onze ans à la mort de son père, sa mère se chargeant de s'occuper de son instruction. Ses demi-frères héritent de la plupart des terres. Son frère aîné, Lawrence Washington, s'occupe de la plantation de Little Hunting Creek qu'il rebaptise par la suite « Mount Vernon » en l'honneur de l'amiral britannique Edward Vernon avec lequel il a servi pendant la guerre contre l'Espagne. Il prend en charge l'éducation de George et le fait s’intéresser à la compagnie de l’Ohio qui revendique les territoires à l’ouest des Appalaches. George Washington partage son temps entre le pensionnat de son école, la maison de Mount Vernon et celle de Pope's Creek.
Vers l’âge de seize ans, George Washington devient arpenteur sur les propriétés de Lord Fairfax et cartographie les terres à l’ouest des montagnes Blue Ridge,. La rémunération de ce travail lui permet d’acquérir des biens fonciers dans la vallée de Shenandoah. En 1748, il participe à une expédition dans l'Ouest où il est engagé comme topographe pour cartographier des territoires inconnus. L'expédition dure trente-trois jours, contribuant à sa notoriété.
En 1751, George Washington accompagne son demi-frère Lawrence à la Barbade, accessible en bateau via le fleuve Potomac, où ce dernier espère du climat tropical un soulagement de la tuberculose qu'il contracte. Le futur président ayant, quant à lui, la variole au cours de son voyage, son visage en gardera les marques. Il revient en Virginie en janvier 1752, suivi par son frère six mois plus tard toujours en mauvaise santé. Dès son retour en Virginie, Lawrence rédige un testament où il attribue à son frère la propriété de Mount Vernon au cas où sa fille viendrait à mourir.
À la mort de son frère, il le remplace dans la milice de Virginie au poste de commandant et entame sa carrière militaire. Le 4 novembre 1752, à l’âge de vingt ans, il devient apprenti franc-maçon de la loge de Fredericksburg.

## Carrière militaire

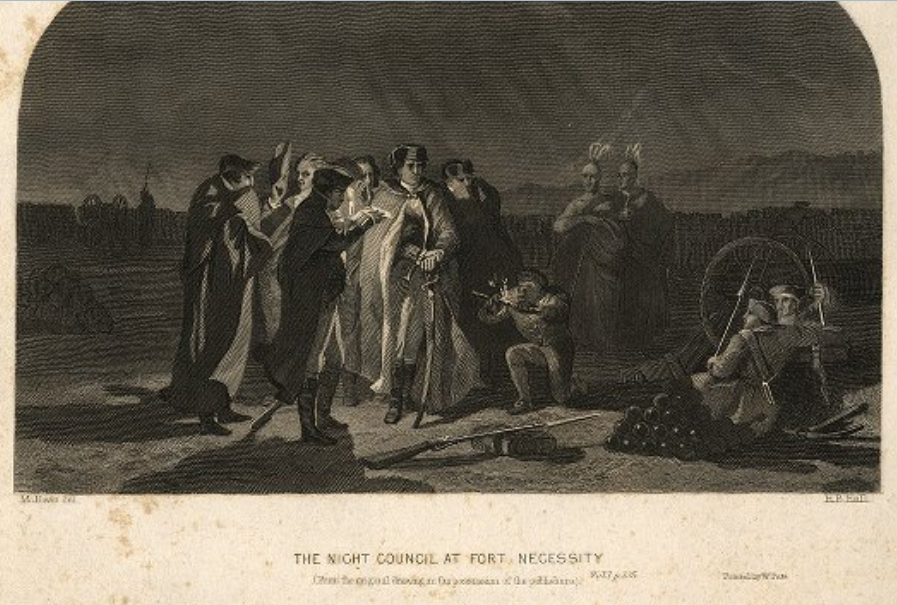
George Washington tenant conseil dans la nuit précédant sa reddition à Fort Necessity en 1754.

À la mort de son demi-frère, le gouverneur de Virginie Robert Dinwiddie le nomme à la tête d'un des quatre districts nouvellement créés dans la colonie. L'année suivante, inquiet des rivalités coloniales entre Britanniques et Français, il envoie George Washington et ses hommes pour obtenir le retrait des Français installés dans l'Ohio. Washington est chargé d'apporter un message au fort Le Boeuf, exigeant le retrait des Français de la région de l'actuelle Pittsburgh. Confronté à un refus, Washington attaque et tue un groupe de 30 éclaireurs menés par Joseph Coulon de Villiers, sieur de Jumonville à la bataille de Jumonville Glen. Le roi George II avait fait passer la consigne suivante : « S'ils passaient outre cet avis, nous vous requérons et vous enjoignons expressément de les chasser par la force des armes ». Les Canadiens protestent d'avoir été pris en embuscade, affirmant être venus sous la protection du drapeau blanc et du statut d’émissaires, pour délivrer une sommation de retrait des terres du roi de France Louis XV. Washington se justifie par la suite en disant l'avoir pris pour un espion plutôt que pour un émissaire. Claude de Contrecœur réagit en envoyant un détachement de 500 hommes chargé de capturer Washington, dont il confie le commandement à Louis Coulon de Villiers, le cousin de Jumonville. La mort de Joseph de Jumonville fait scandale en France et le Britannique Horace Walpole évoque même « cette décharge tirée par un jeune Virginien dans les sous-bois américains [qui] mit le Monde en feu ». George Washington se réfugie au fort Necessity mais cette position, établie en terrain inondable et trop faiblement défendue, se révèle intenable : le 3 juillet, Washington doit se rendre et négocie son retour en Virginie en laissant les Français maîtres de la vallée ; lui-même n'est libéré qu'après avoir signé des aveux de l'assassinat de Joseph de Jumonville, aveux que Washington récuse ensuite en prétextant avoir signé un papier en français qu'il n’avait pas compris. Ces opérations constituent les premières escarmouches de la guerre de Sept Ans (1756-1763). Elles sont rendues célèbres à Londres et Williamsburg et contribuent à faire connaître George Washington.
En 1755, George Washington est l'aide de camp du général Edward Braddock. Il est chargé de mener une expédition visant à déloger les Français de la région de l’Ohio. Bien que n'ayant aucune fonction officielle dans la chaîne de commandement, Washington parvient à maintenir un certain ordre dans l'arrière-garde pendant la bataille de la Monongahela. Selon le biographe Joseph Ellis, Washington aurait montré son courage pendant la bataille et permis d'éviter un désastre. Braddock meurt dans la bataille et doit être enterré en catastrophe. Washington a trois chevaux tués sous lui et son manteau est percé de quatre balles. Il montre son sang-froid en transformant une débâcle en retraite organisée. Cela lui vaut plus tard le surnom de « Hero of the Monongahela ». À partir de l'automne 1755, Washington reçoit la mission de défendre la frontière occidentale avec une troupe réduite, ce qui lui permet de renforcer son expérience de commandant. En 1758, il participe à l'expédition menée par le général John Forbes qui déloge les Français de fort Duquesne. Une fois le succès britannique assuré dans la vallée de l’Ohio, il retourne sur son domaine de Mount Vernon et consolide sa notoriété en faisant éditer le récit de sa mission.

## Mariage et vie à Mount Vernon

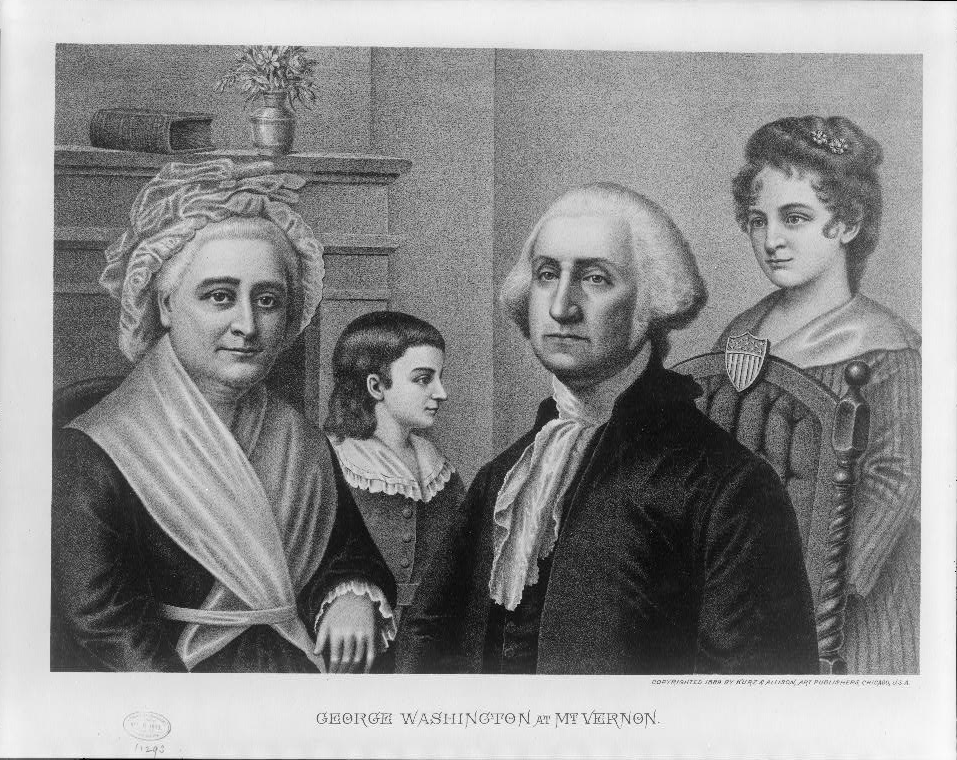
George Washington, sa femme Martha, et ses deux enfants, à Mount Vernon.

Le 6 janvier 1759, Washington épouse la veuve d’un des plus riches Virginiens, Martha Dandridge Custis. Celle-ci a déjà deux enfants, John Parke Custis et Martha Parke Custis, qu'il adopte et qui meurent avant la fin du siècle. La cérémonie a lieu sur le domaine de Martha, à White House. Ce mariage permet à Washington d’accroître ses terres. Le couple n'a pas d'enfants supplémentaires, du fait de la supposée stérilité de George Washington.
Avant le début de la révolution américaine, Washington se consacre à son domaine de Mount Vernon en cherchant à améliorer ses productions agricoles : il expérimente de nouvelles semences, des engrais, des rotations culturales, des outils (il met au point une nouvelle charrue). Il s'emploie à sélectionner les animaux et croise des ânes et des juments, ce qui lui vaut le surnom de « père des mulets américains ». Il exploite également des pêcheries sur le fleuve Potomac sur lequel il a installé des moulins. La principale culture commerciale de son exploitation est le tabac, qui est exporté vers la Grande-Bretagne. Washington dispose de dizaines d’ouvriers agricoles et de 150 à 274 esclaves. Il étend son domaine de façon considérable par des achats.
Il maintient un genre de vie aristocratique sur sa propriété : il achète de beaux meubles, fait venir les meilleurs vins européens pour sa cave, acquiert des purs-sangs et organise de somptueuses réceptions.
Il prend part aux débats de la chambre des Bourgeois de Virginie à Williamsburg à partir de 1758,, date de sa première élection à cette assemblée. Pendant cette période, il occupe également la fonction de juge du comté de Fairfax au tribunal d’Alexandria (1760-1774).
Comme les autres planteurs de Virginie, il est frappé par les mesures économiques imposées par la métropole britannique et en supporte de moins en moins la rigueur, ainsi que le monopole des marchands britanniques. En 1769, il présente la proposition de son ami George Mason appelant au boycott des produits britanniques jusqu'à l'abrogation des Townshend Acts.

## Guerre d'indépendance

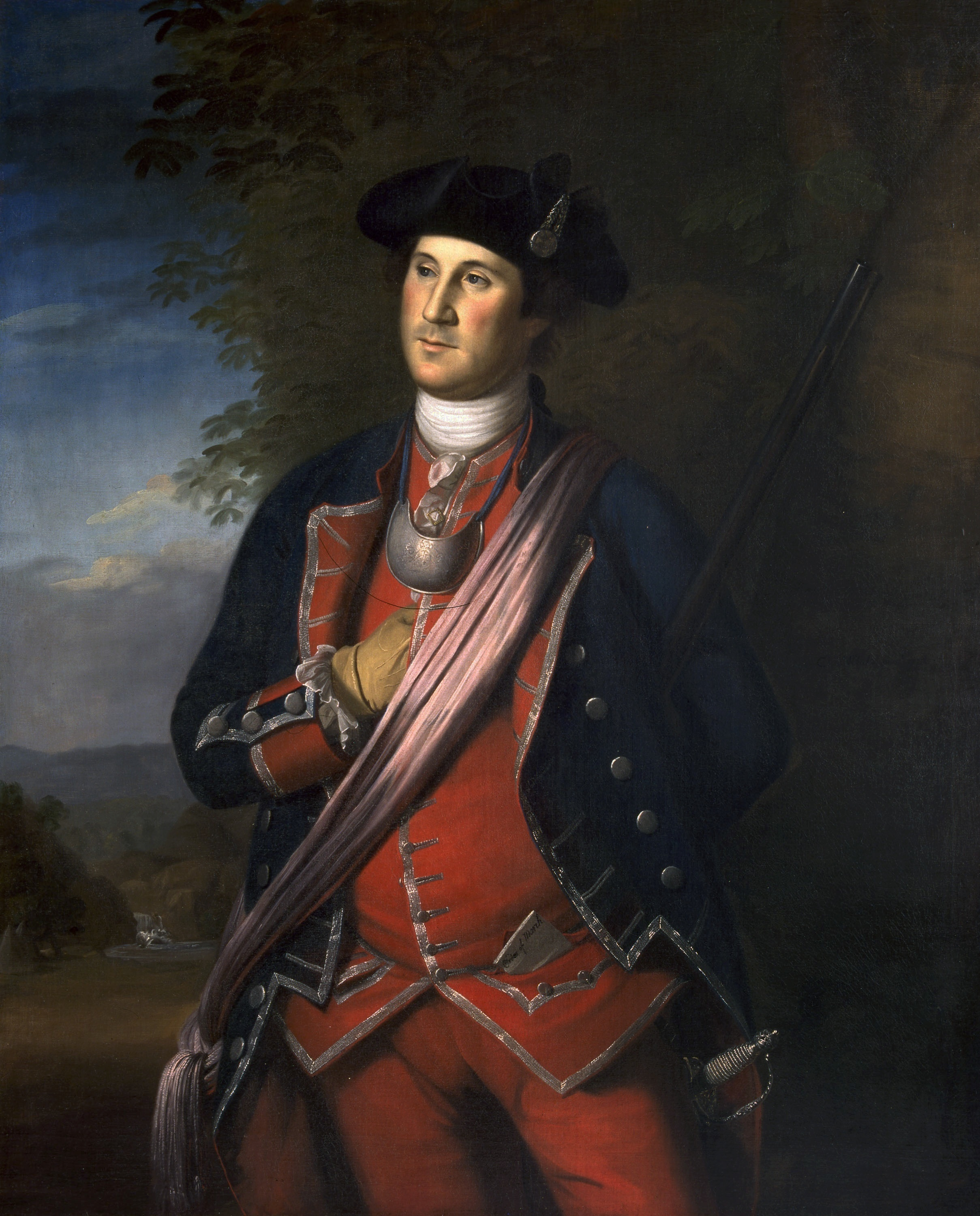
Charles Willson Peale, Portrait de George Washington, 1772. Cette peinture est l'un des plus anciens portraits de George Washington. Il est représenté en uniforme de colonel du Régiment de Virginie.

En 1774, George Washington est élu par la première convention de Virginie au poste de délégué au Premier Congrès continental. Il y fait partie des sept représentants de Virginie ; il en sera de même au Second Congrès continental en mai 1775. Tandis que le Congrès se cherche un chef de guerre à la suite de l'ouverture des hostilités avec la Grande-Bretagne, Washington assiste aux réunions dans son uniforme militaire. Le 15 juin, sur une proposition de John Adams, le Congrès continental le désigne de manière unanime commandant en chef de l’armée continentale créée la veille, charge qu’il occupera plus de huit ans. Homme de grande taille, à l'air martial mais de caractère calme, Washington présente l'avantage d'être originaire de Virginie, et sa nomination constitue un geste envers les États du Sud. Pourtant, si Washington jouit d’un certain prestige et d’une expérience du terrain, il n’a jamais dirigé plusieurs milliers d’hommes. Le 2 juillet 1775, à Cambridge dans le Massachusetts, il se retrouve à la tête d'une armée mal préparée, hétéroclite, peu nombreuse et faiblement équipée. Il renforce la discipline et améliore l’hygiène des régiments. Il réorganise le corps des officiers. Il fait lire aux soldats les pamphlets de Thomas Paine pour leur donner du courage. Il doit faire face à l’armée britannique, les fameuses « tuniques rouges », composées de 12 000 soldats entraînés, ce qui l’amène à ordonner le recrutement d'Afro-Américains libres.

En mars 1776, après un long siège, les Britanniques évacuent Boston et se retirent à Halifax au Canada. Washington marche ensuite sur New York pour se préparer à la contre-offensive britannique. Les troupes de William Howe, arrivées par l'océan Atlantique, prennent la ville après la bataille de Long Island et un débarquement sur Manhattan en août 1776. Le commandant américain parvient à sauver ses forces lors de la bataille de Harlem Heights, après laquelle il se retire plus au nord. Une nouvelle défaite à White Plains puis, le 16 novembre 1776, la reddition du Fort Washington, marquent le recul de l’armée continentale qui doit se réfugier dans le New Jersey puis en Pennsylvanie.

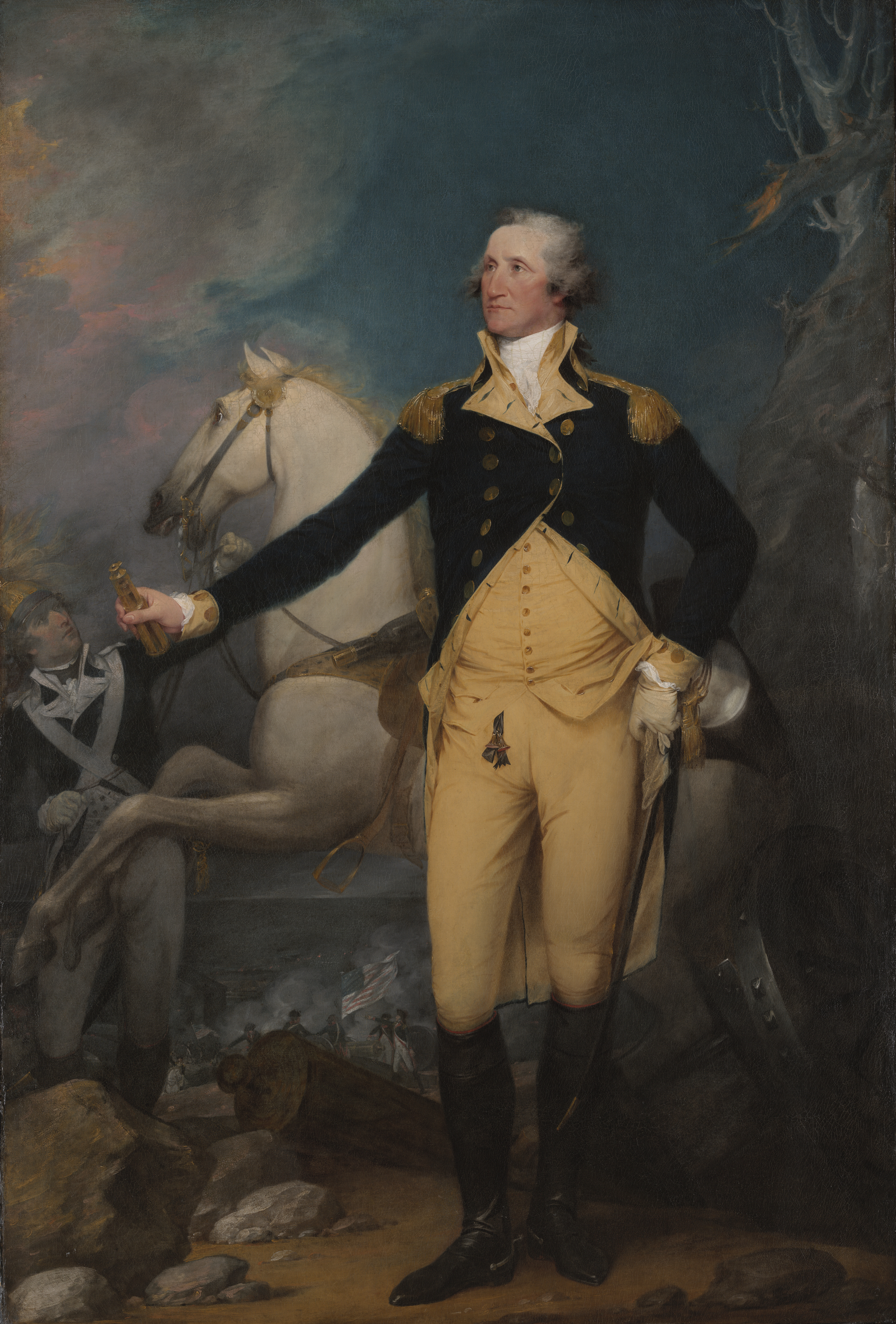
Tableau du général George Washington pendant la bataille d'Assunpink Creek par John Trumbull.

Lorsque, au lieu d’écraser le reste d’une armée américaine en pleine décomposition, le général William Howe décide de prendre ses quartiers d’hiver, défendus par deux postes avancés à Trenton et Princeton, les forces de Washington franchissent le soir de Noël, le fleuve Delaware et remportent la bataille de Trenton puis, quelques jours plus tard, celle de Princeton. Ces deux victoires, qui occasionnent peu de pertes du côté britannique, marquent pourtant un tournant, dont Washington comprend vite la portée : l’enthousiasme suscité par ces succès auprès de l’opinion américaine doit être exploité, d’autant que la France de Louis XVI vient d'entrer dans le conflit aux côtés des Insurgents. En 1777, Washington ne peut empêcher William Howe de s’emparer de Philadelphie, la ville où se réunissait le Congrès américain, et subit deux revers (batailles de Brandywine et de Germantown). L'armée américaine passe l’hiver 1777-1778 à Valley Forge au nord de Philadelphie, dans des conditions épouvantables : 2 500 hommes sur 10 000 meurent à cause du froid et des épidémies.
En 1778, le général britannique Henry Clinton, qui a remplacé William Howe, évacue Philadelphie pour défendre New York contre une attaque maritime française. Lors de la bataille de Monmouth (28 juin 1778), Washington prend à revers les forces britanniques alors qu'elles quittaient Freehold Court-House.
En 1778, il refuse de sanctionner toute invasion du Canada dans laquelle les Français prendraient une part prépondérante, évitant sagement la possibilité que les Français se rétablissent sur cette frontière septentrionale.

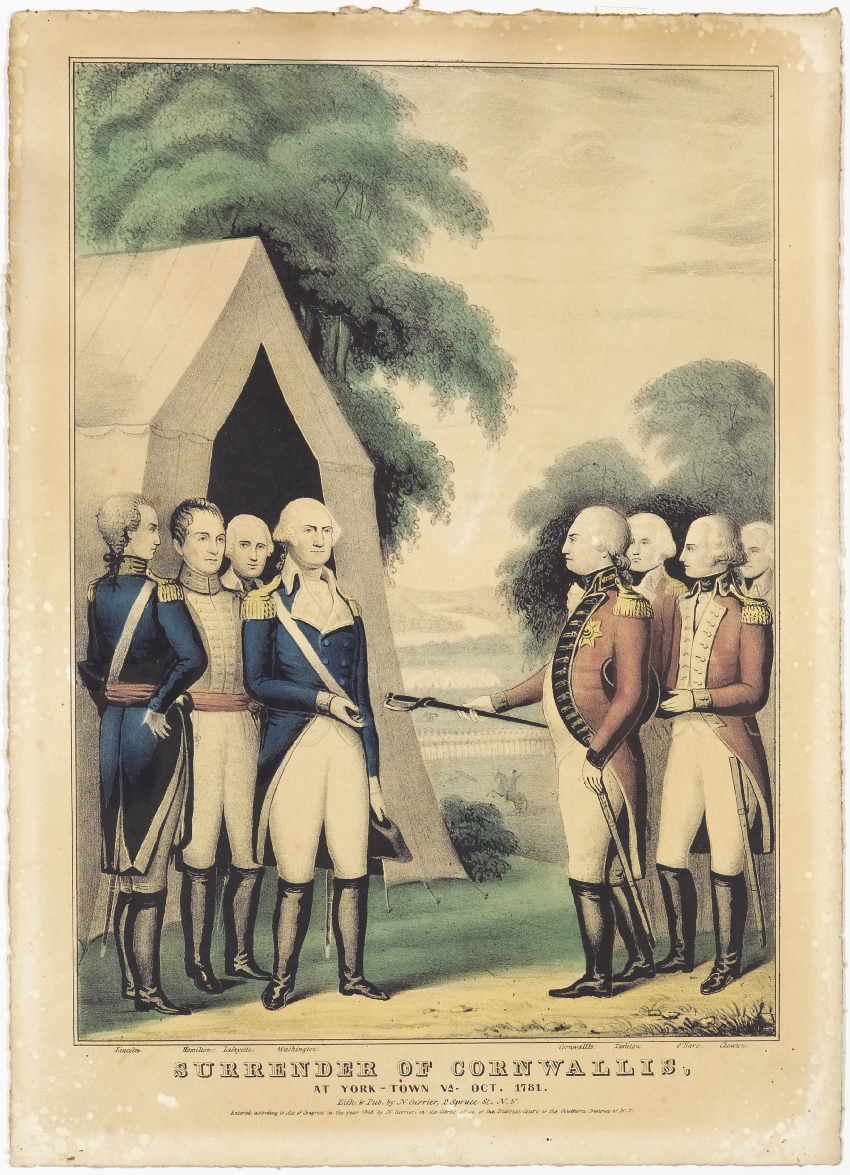
Capitulation de Cornwallis. À York-town en 1781, par Nathaniel Currier. D'Amour Museum of Fine Arts. Quoique Cornwallis soit représenté sur ce dessin, il refusa de se présenter, prétextant être malade.

Soutenue par les renforts français, l'armée de Washington écrase celle de Charles Cornwallis à la bataille de Yorktown en 1781. Washington prétendra quelques années plus tard avoir été le stratège qui a permis la victoire, ce qui est faux, la stratégie de ladite bataille ayant été intégralement conçue par l'allié français. La même année, se méfiant des intentions du Vermont, il menace de mener toute sa force contre eux s'ils[Qui ?] tentaient de rejoindre le Canada et s'indigne de leur commerce avec le Canada.
En 1782, Washington crée la médaille du « Purple Heart », qui est encore de nos jours la distinction remise aux militaires américains blessés au combat. En 1783 est signé le traité de Paris, qui rétablit la paix et reconnaît l'indépendance des États-Unis.
En mars 1783, Washington fait obstacle à la conspiration de Newburgh, un complot militaire préparé par des officiers contre le Congrès des États-Unis afin d’instaurer une dictature. Le 2 novembre, il prononce un discours d’adieu éloquent devant ses soldats. Le 25 novembre 1783, les Britanniques sont évacués de l'État de New York et le nouveau gouverneur prend ses fonctions. À Fraunces Tavern, le 4 décembre, Washington congédie officiellement ses officiers et, le 23 décembre, il démissionne de sa fonction de commandant en chef ; il présente officiellement sa démission en tant que général devant le Congrès réuni à Annapolis et abandonne toute ambition d’accéder aux affaires publiques, comme l'avait fait Lucius Quinctius Cincinnatus dans l'Antiquité : il préfère se consacrer à sa plantation de Mount Vernon. Il est un exemple de l'idéal républicain du citoyen éminent qui renonce au pouvoir. Pendant cette période, le poste de président des États-Unis n'existe pas dans les « Articles de la Confédération », précurseurs de la Constitution.
La retraite de Washington de Mount Vernon est de courte durée. Il fait un voyage de reconnaissance à la frontière occidentale en 1784[réf. nécessaire].
Cette même année 1784, George Washington demande à Luis de Unzaga y Amézaga d'intercéder dans l'échange de l'ancien général Walter Stewart ; Unzaga, gouverneur de la Louisiane, a déjà négocié financièrement et apporté une aide matérielle depuis le début de la révolution américaine chaque fois que les pères fondateurs des États-Unis l'ont demandé, tels Robert Morris ou Patrick Henry.

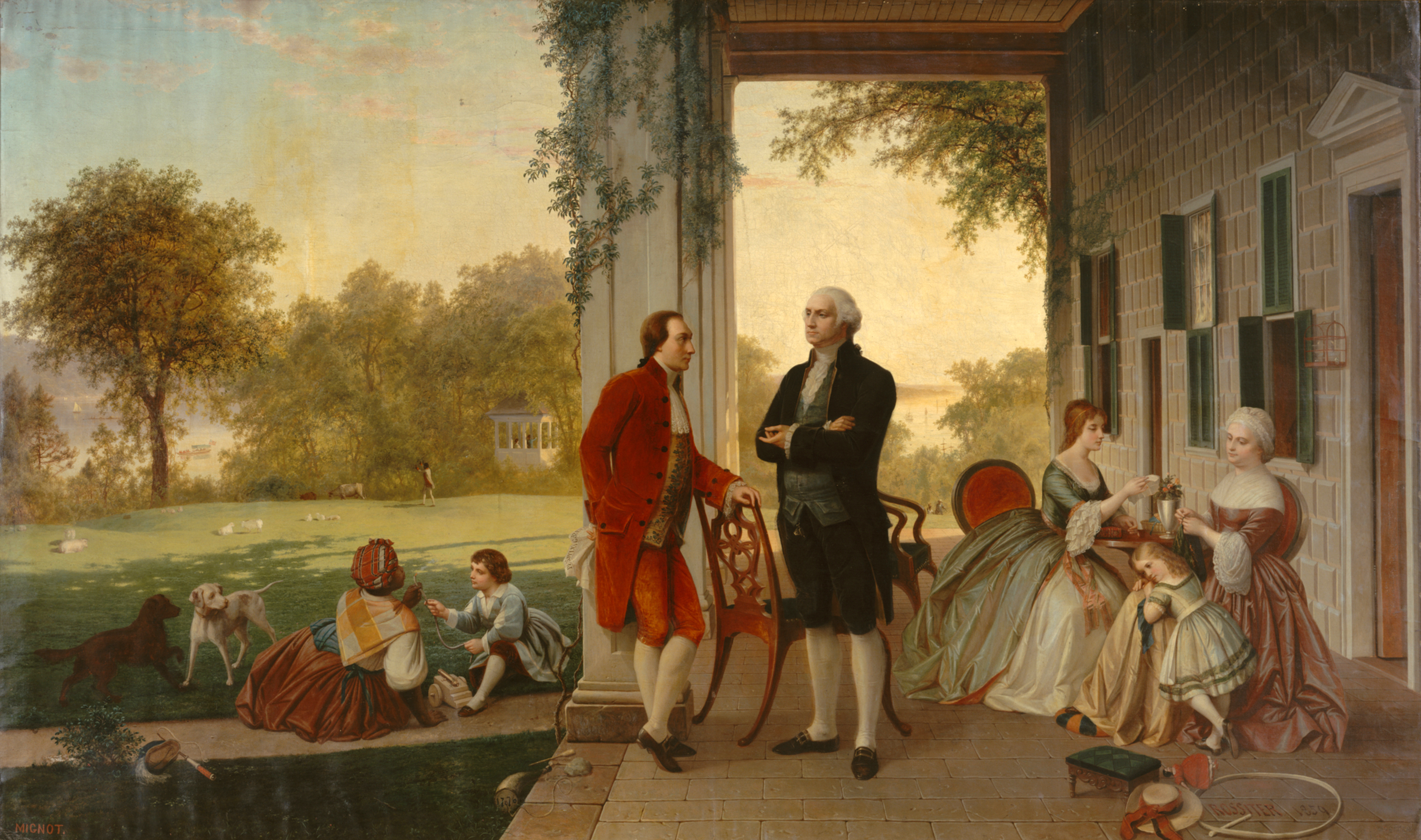
Rencontre entre Lafayette et Washington à Mount Vernon en 1784. (Louis Rémy Mignot)

George Washington devient président de la Potomac Company, chargée d’améliorer la navigation sur le fleuve Potomac. Il constate le blocage des nouvelles institutions américaines et évoque dans sa correspondance avec James Madison la nécessité d’une Constitution solide. Il met en avant les rivalités entre la Virginie et le Maryland au sujet de la navigation sur le Potomac pour réunir une convention à Annapolis en 1786.
Il est choisi comme délégué de la Virginie puis comme président de la convention de Philadelphie de 1787, réunie pour réformer les Articles de la Confédération. Il préside à cette occasion la commission de rédaction de la Constitution. Il ne participe pas vraiment aux débats, mais intervient pour emporter la ratification de certains États fédérés, dont la Virginie. Une fois la constitution votée, il est élu le 4 février 1789 à l’unanimité par le collège électoral comme premier président des États-Unis. Le 30 avril 1789, depuis le Federal Hall National Memorial de New York, ville choisie pour servir de capitale provisoire, il prend officiellement ses fonctions de chef du pouvoir exécutif. En prêtant serment de fidélité sur la Bible, il inaugure une tradition qui existe encore aujourd'hui, même si elle n'est plus pratiquée le 30 avril, mais le 20 janvier suivant l'élection. Washington est alors au sommet de sa popularité et devient président d'une association d'anciens combattants, la société des Cincinnati.

## Président des États-Unis
Premier président des États-Unis, George Washington effectue deux mandats soit une durée totale de sept ans et dix mois. Il doit faire face aux difficultés financières nées de la guerre d'indépendance et doit affirmer la position de la nouvelle nation dans les relations internationales.

### Premier mandat
Au cours de son premier mandat (1789-1793), le président œuvre pour rendre le pouvoir exécutif et l’administration fédérale plus solides. Pour cela, il rassemble autour de lui une équipe d'hommes qui se sont illustrés pendant la révolution : Alexander Hamilton s'occupe du département du Trésor, Thomas Jefferson est son secrétaire d'État, Henry Knox son secrétaire de la guerre, Edmund Randolph à la justice et John Adams son vice-président. James Madison est l’un de ses principaux conseillers.
Dans le domaine des affaires intérieures, le secrétaire au Trésor Alexander Hamilton s'efforce de résoudre la crise budgétaire et de réduire la dette du pays. Le 25 février 1791, Washington signe le décret instituant une banque fédérale. C'est également à cette époque que l'on choisit de construire la capitale fédérale dans le district de Columbia : le président sélectionne un site sur le Potomac et confie le soin de dessiner les plans de la ville au Français Pierre Charles L'Enfant. Pendant les travaux, le gouvernement déménage de New York à Philadelphie en 1790. Washington pose la première pierre du Capitole en 1793. Mais il meurt avant la fin des travaux.

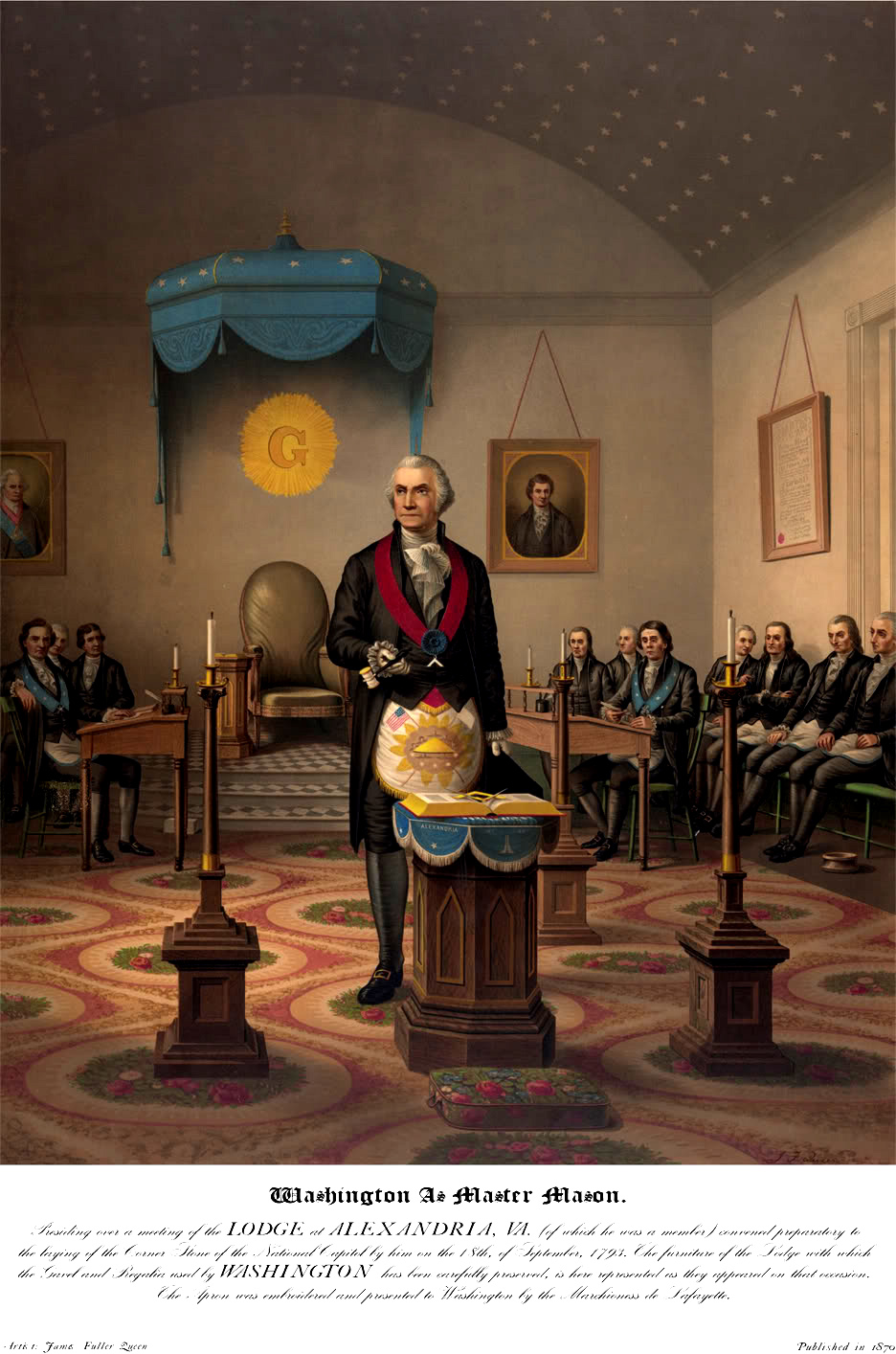
George Washington, vénérable maître de loge Alexandria, lors de la tenue du 18 septembre 1793 qui annonce la pose de la première pierre du Capitole des États-Unis.

Les guerres indiennes se poursuivent après l'indépendance : l'armée américaine affronte les Miamis, au début des années 1790 et les Amérindiens des Territoires du Nord-Ouest. Les Britanniques et les Espagnols entravent l’expansion américaine vers l’Ouest. Madison et Jefferson contestent la politique menée par Hamilton. Devant ces difficultés, Washington souhaite d'abord se retirer des affaires politiques. Cependant, sous la pression de son cabinet et de Thomas Jefferson qui vient le convaincre à Mount Vernon, il finit par accepter de se présenter pour un second mandat (1793-1797).

### Second mandat
Lorsque la guerre éclate entre la France révolutionnaire et la Grande-Bretagne (1793), le président décide de rester neutre (Proclamation de neutralité, 22 avril 1793) en attendant le renforcement du pays. Selon lui, l’entrée des États-Unis dans le conflit aurait été un désastre pour le commerce et les finances, l’avenir du pays reposant sur la croissance économique et l’expansion vers l’ouest. Le principe de neutralité marquera la politique étrangère américaine pour de nombreuses décennies. George Washington ne suit ni l'avis de Thomas Jefferson qui est francophile, ni celui d'Alexander Hamilton qui est favorable aux Britanniques.
En 1794, le président doit faire face à la révolte du Whisky qui gronde parmi les producteurs de l'ouest, mécontents des taxes levées sur les spiritueux. Washington mène lui-même la milice armée qui arrête la rébellion. Il n'y a pas d’affrontements violents et le pouvoir exécutif sort renforcé de cette crise.
Avec la signature du traité de Greenville en 1795, onze nations amérindiennes abandonnent leurs droits sur l'Ohio et l'Indiana. La même année, la navigation commerciale sur le Mississippi est finalement ouverte aux Américains.
En 1794, George Washington envoie en Grande-Bretagne John Jay, président de la Cour suprême, afin de régler les derniers contentieux nés de la guerre d'indépendance. Le traité de Londres ratifié en 1795 permet d'apaiser les tensions avec l'ancienne métropole et de jeter les bases de nouvelles relations commerciales entre les deux pays. Le traité mécontente pourtant les républicains de Jefferson et une partie de la population américaine. La presse critique John Jay et le président après la signature de l’accord. Ces critiques l'incitent à ne pas briguer un troisième mandat.
En septembre 1796, avec l’aide d’Alexander Hamilton, Washington écrit son discours de fin de mandat qu'il adresse à la nation américaine et dans lequel il avertit des dangers des divisions partisanes. Publié dans un journal de Philadelphie, le document préconise la neutralité et l’union du pays et annonce la doctrine Monroe. Sur le plan institutionnel, il appelle au strict respect de la Constitution. Washington quitte la présidence en mars 1797 et est remplacé par John Adams. Il établit ainsi la coutume d’un maximum de deux mandats qui devient une règle constitutionnelle fixée par le 22e amendement voté en 1947. C'est sous la présidence de Washington que naissent le parti fédéraliste et le Parti républicain-démocrate.

## Dernières années et décès

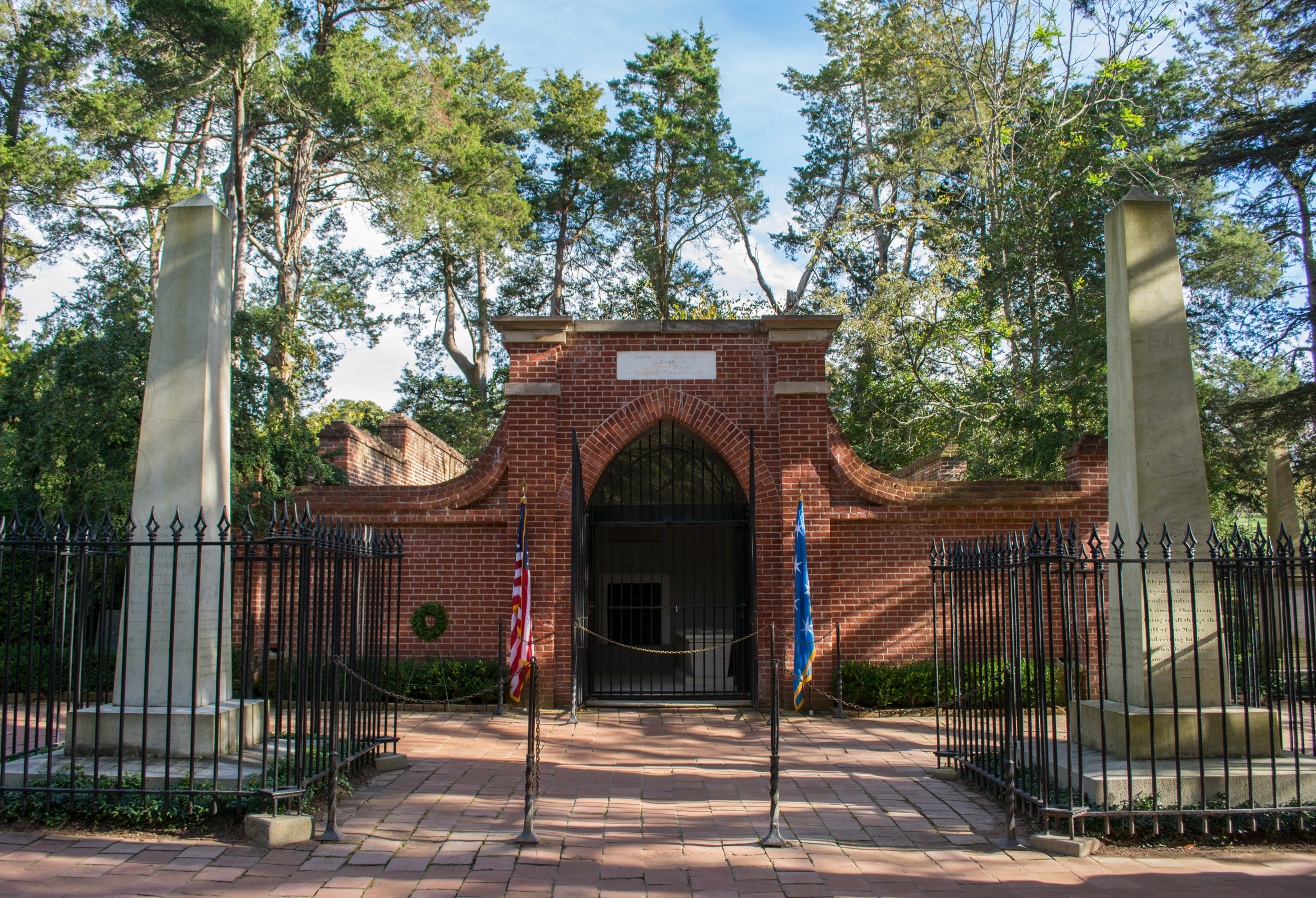
Tombe de George Washington, Mount Vernon.

Après son second mandat présidentiel, George Washington se retire sur ses terres de Mount Vernon. Il continue de faire prospérer son exploitation et fait aménager une grande distillerie qui produit du brandy. En 1798, le deuxième président américain John Adams le nomme lieutenant général à la tête d’une armée provisoire qui serait levée en cas d’invasion française. Pendant plusieurs mois, Washington se consacre à l’organisation du corps d’officiers. Mais il refuse d’assumer un rôle public et rejette la proposition d'un troisième mandat présidentiel.
Le 12 décembre 1799, Washington prend froid dans ses vêtements mouillés. Une infection bactérienne de l'épiglotte va lentement l'étouffer sous l'enflure croissante à l'intérieur de sa gorge ; il meurt deux jours plus tard en présence de sa femme, de ses médecins et de son secrétaire personnel Tobias Lear. Il a alors 67 ans. Les médecins pensent aujourd’hui que le traitement qu’il a subi, une saignée, des incisions au cou et des purges, a entraîné un choc, une asphyxie et une déshydratation.
Il est enterré dans le cimetière familial de Mount Vernon quatre jours après son décès. Son épouse Martha Washington brûle toute la correspondance du couple sauf trois lettres. Après la mort de George Washington, la jeune nation américaine porte le deuil pendant plusieurs mois.

## Portrait et personnalité

### Portrait physique

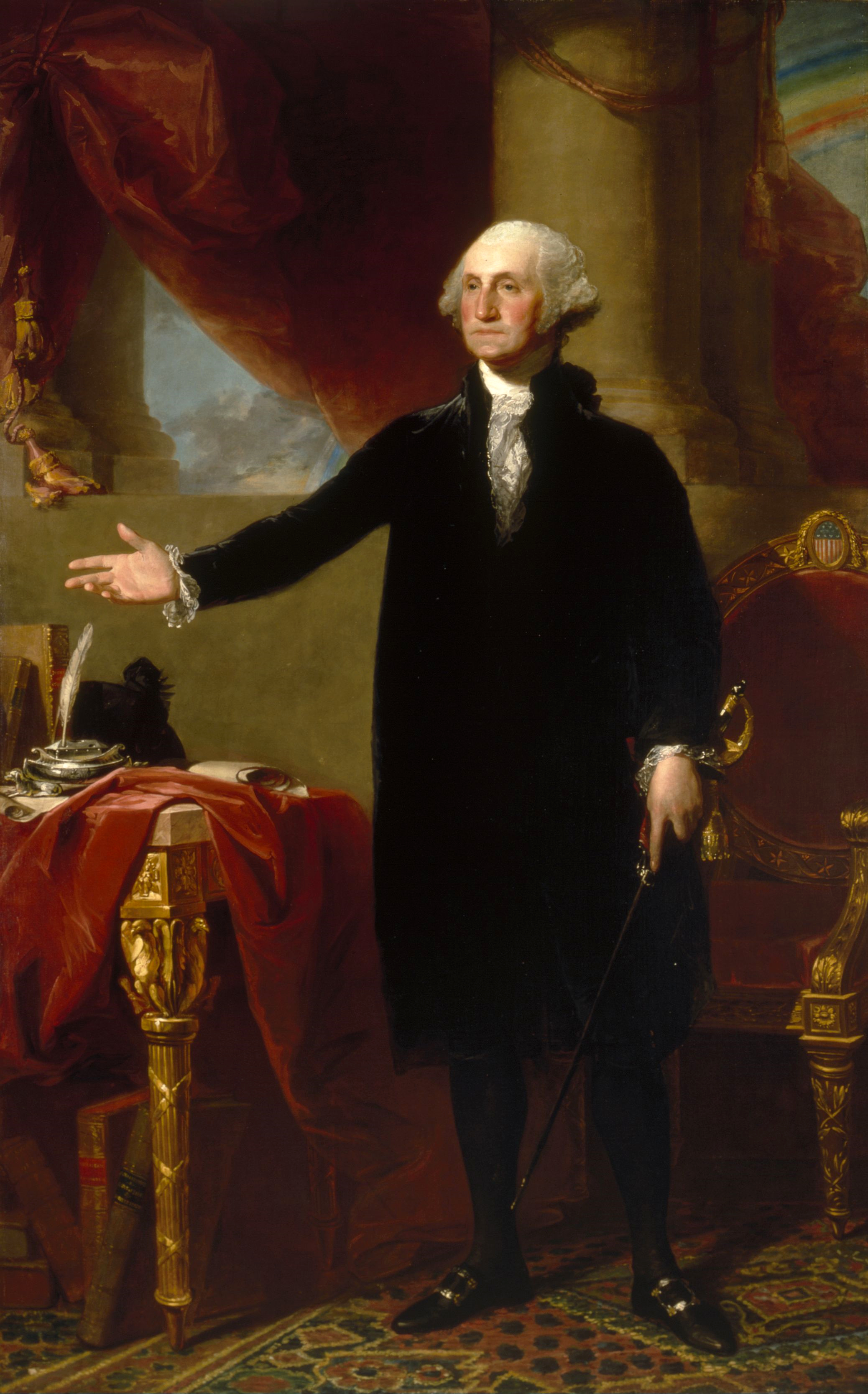
Portrait officiel du président George Washington (1796, National Portrait Gallery, Smithsonian Institution).

George Washington est de grande taille : il mesure en effet 1,88 mètre. M. de Broglie a inséré dans ses Relations inédites cette description :

« […] il est grand, noblement fait, très bien proportionné ; sa figure est beaucoup plus agréable que ses portraits ne le représentent ; il était encore très beau il y a trois ans, et quoique les gens qui ne l'ont pas quitté depuis cette époque disent qu'il leur paraît fort vieilli, il est incontestable que ce général est encore frais et agile comme un jeune homme. Sa physionomie est douce et ouverte, son abord est froid quoique poli, son œil pensif semble plus attentif qu'étincelant, mais son regard est doux, noble et assuré. »

François de Moustier, assistant au discours du 30 avril 1789 à New York, a écrit :

« […] Il a l'âme, le regard et la taille d'un héros. Né pour commander, il ne paraît jamais embarrassé des hommages qu'on lui rend. »

Le masque réalisé en octobre 1785 à Mount Vernon par le sculpteur Jean-Antoine Houdon permet aujourd’hui de connaître la physionomie de Washington. Ce masque a ensuite servi à réaliser un buste en terre cuite et une statue en pied et en marbre, destinés à la rotonde du capitole de Virginie. Washington est alors âgé de 53 ans et, aux dires de son entourage, c’est la statue la plus réaliste de toutes celles le représentant. Un exemplaire en plâtre de son buste par Jean-Antoine Houdon est vendu à l'hôtel Drouot le 21 juin 2024 par l'étude Thierry de Maigret pour 901.000 euros.

#### Dentition
Comme beaucoup d’aristocrates, Washington a des caries à cause d’une consommation excessive de sucre de canne. Il perd sa première dent à l’âge de vingt-deux ans et il n’en possède plus qu’une seule en 1789, lorsqu’il devient président. Selon John Adams, il les perd parce qu’il s’en servait pour casser des noix du Brésil mais, pour les historiens, la cause doit probablement en être recherchée dans le traitement qu’il avait reçu contre la variole et la malaria. Il possède plusieurs dentiers, dont un, selon une légende populaire, en bois, mais il s’agit plutôt d’ivoire.
Après la légende du cerisier, l'histoire selon laquelle George Washington portait des prothèses dentaires en bois est sans doute le mythe le plus répandu et le plus durable de sa vie privée. Washington a porté plusieurs prothèses dentaires composées de divers matériaux — d'ivoire, d'or et de plomb — mais le bois n'a jamais été utilisé dans les prothèses dentaires de Washington ; de plus, le bois n'est pas utilisé par les dentistes de son époque dans son voisinage.
Ces problèmes dentaires, qui gênent considérablement le président, l’obligent à prendre du laudanum.

#### Cheveux
Dans sa jeunesse, Washington a les cheveux roux. Contrairement à la légende populaire, il ne porte pas de perruque, mais se poudre les cheveux, comme on peut le voir sur de nombreux portraits, dont celui de Gilbert Stuart.

### Caractère et centres d'intérêts
Washington a toujours regretté de ne pas avoir fait d’études supérieures : c’est pourquoi il a beaucoup lu et appris par lui-même dans sa vie d’adulte. Il constitue notamment une bibliothèque qui rassemble de nombreux livres sur l’élevage, l’agronomie et il est abonné à plusieurs journaux. Par testament, il lègue une partie de sa fortune pour fonder une école à Alexandria et une université.
Par ailleurs, Washington apprécie les courses de chevaux, les jeux de cartes et le billard.

### Religion
Contrairement aux autres Pères fondateurs américains, Washington s’exprime peu sur la religion et ses croyances dans ses écrits. Dans sa jeunesse, il est baptisé dans la foi anglicane, qui est la religion officielle de la colonie de Virginie. Après la révolution américaine et l’indépendance, il rejoint les rangs des épiscopaliens, héritiers de l’anglicanisme. Mais les historiens débattent toujours de son engagement chrétien ; certains pensent qu'il était déiste. Quoi qu’il en soit, il est un partisan convaincu du principe de la tolérance religieuse et de la liberté de culte, en premier lieu au sein de l’Armée continentale qu’il dirige pendant plusieurs années.

### Esclavage

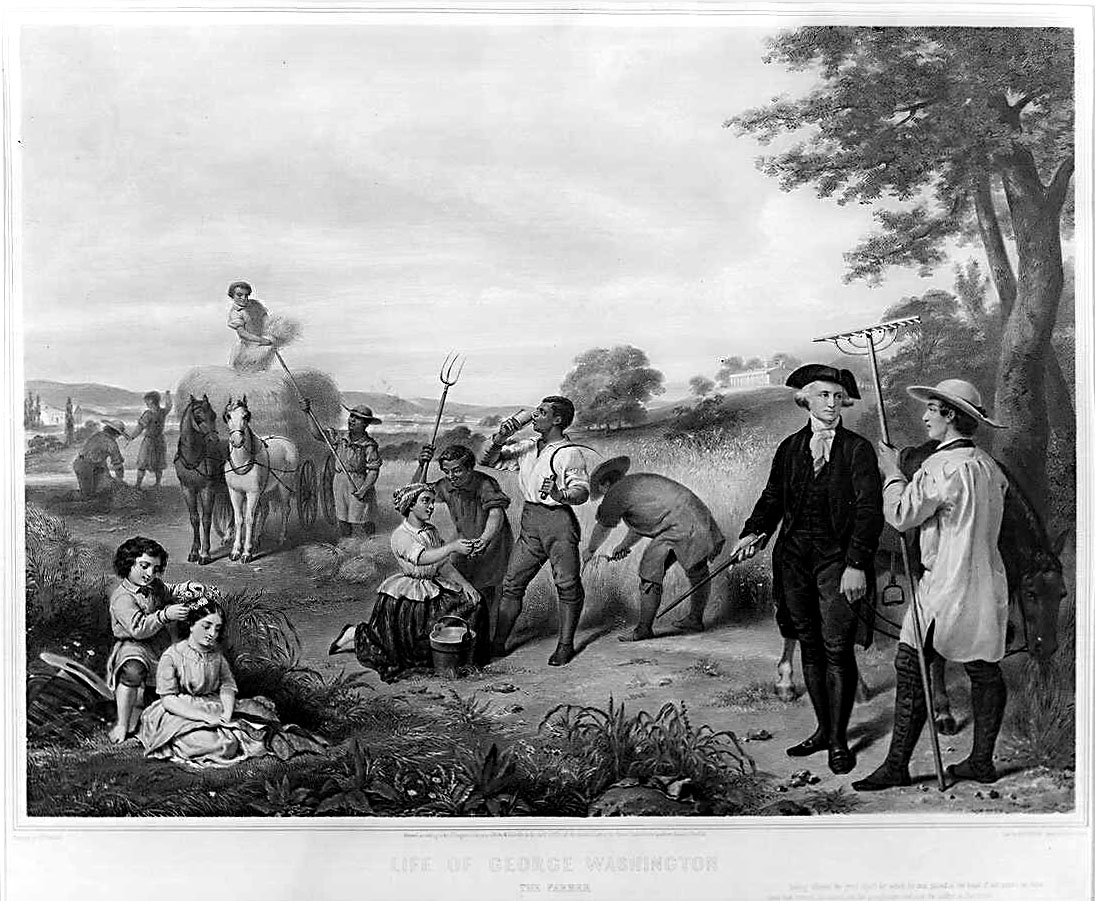
George Washington visitant sa plantation de Mount Vernon.

Le père et le frère de Washington ont acheté des esclaves, dont il en hérite une dizaine en 1743 à l’âge de onze ans. Lorsqu’il épouse Martha en 1754, il en posséde 28 et elle 109. À sa mort, sa plantation de Mount Vernon en compte 317, dont 123 lui appartiennent en propre, 40 lui sont loués par un voisin et 153 autres font partie du douaire de sa femme, Martha. Bien qu’elle en ait l’usufruit, ces esclaves font partie du domaine de son premier mari, Daniel Parke Custis. Washington et sa femme sont des propriétaires d'esclaves traditionnels et nullement réformateurs. Tout comme dans les autres plantations à cette époque, les esclaves de George Washington travaillent du lever au coucher du soleil, soit environ 18 heures par jour, sauf s'ils sont blessés ou malades et ils encourent le fouet en cas de tentative de fuite, ainsi que pour d’autres infractions. George Washington admet rarement la maladie comme raison acceptable de cesser de travailler ; il lui arrive ainsi de fouetter lui-même des femmes enceintes, les accusant de mentir sur leur état.
Il déclare un jour à un surveillant que « peu de nègres travailleraient si on ne les avait pas constamment à l’œil », le mettant en garde contre leur « paresse et leur duplicité » quand ils ne sont pas traités avec fermeté. Lorsque leurs esclaves « s’enfuient accompagnés de leurs femmes », Washington et sa femme les considèrent comme des « ingrats déloyaux ». Quand, à l'humiliation de Washington, certains de ses esclaves s'enfuient pendant la guerre d'indépendance pour trouver refuge auprès de l'ennemi, Washington ne cesse de « réclamer ce qu'il considére comme son bien ». Selon un rapport britannique de l’époque, Washington ne cesse après la guerre d’exiger le retour des esclaves fugitifs « avec toute la grossièreté et la férocité d'un chef de bande ». Les Britanniques refusent cependant de restituer les esclaves, considérant qu’il serait déshonorant de « les livrer, certains peut-être à l’exécution, d'autres à une punition sévère ».
Pendant la guerre d'indépendance, il interdit d'abord les Noirs dans l'armée continentale. Lorsque le 7 novembre 1775, le gouverneur royal de la Virginie annonce l'affranchissement des esclaves combattant pour la Grande-Bretagne, Washington revient sur sa position et autorise l'engagement des Noirs libres puis des esclaves.
Bien que Washington se considère lui-même comme un maître bienveillant, il ne tolère pas ceux qu’il soupçonne de « tirer au flanc », même lorsqu’il s‘agit de femmes enceintes, de vieux ou de paralysés. Lorsqu’un jour un esclave tente de lui faire valoir que son bras en écharpe l'empêche de travailler, George Washington lui montre comment utiliser un râteau avec une seule main et le réprimande en ces termes : « Si une seule main te suffit pour manger, pourquoi ne te suffit-elle pas pour travailler ? » Il a pour habitude d’envoyer les esclaves les plus récalcitrants, tel le dénommé Jack Wagoner, aux Antilles, où le climat tropical et un labeur implacable abrègeront leur vie. Il demande avec insistance à l'un de ses métayers de garder en activité un esclave de 83 ans nommé Gunner, qui est dur à la tâche, pour qu’il « continue à extraire du sol de la terre à brique ». En 1788, lorsque la rivière Potomac reste gelée pendant cinq semaines et que le sol est recouvert de 23 centimètres de neige, il continue à faire faire à ses esclaves des travaux extérieurs épuisants comme arracher des souches d'arbre dans un marécage gelé. Après une sortie d’inspection de ses fermes pendant cette période exceptionnellement glaciale, il écrit dans son journal : « trouvant le froid désagréable, je suis rentré ».
Pourtant, dès le 1er décembre 1774, George Washington signe les Résolutions de Fairfax qui visent à mettre fin à toutes les exportations des colonies vers la Grande-Bretagne et à interdire la traite des esclaves, Washington déclarant que l'esclavage est un « commerce cruel et contraire aux lois de la Nature » ; Washington milite dans les années 1780 contre le maintien de l’esclavage, dans lequel il voit déjà une source de problèmes pour l’avenir du pays. Il milite au Congrès américain pour son abolition. Washington considère que la liberté ne peut être donnée qu’aux personnes capables de l’assumer. En 1786, dans une lettre adressée à son ami Gilbert du Motier de La Fayette engagé en Guyane dans l'abolition, il exprime son souhait de prendre des mesures permettant « d'abolir l'esclavage par degrés, de manière lente, sûre et imperceptible ». Il est ainsi partisan d’une phase transitoire pendant laquelle les esclaves noirs seraient sous tutelle. Dans son testament, il stipule d’affranchir ses esclaves après sa mort et celle de sa femme. Selon l’historien Henry Wiencek, sa propre pratique de l'achat d'esclaves, en particulier sa participation à un tirage au sort de 55 esclaves en 1769, l’a peut-être conduit à un réexamen graduel de l'esclavage. Toujours selon Wiencek, l’exemple des milliers de Noirs qui se sont enrôlés dans l'armée lors de la guerre d’indépendance, les sentiments antiesclavagistes de son idéaliste contremaître, John Laurens, et son admiration pour le talent de la poétesse noire Phillis Wheatley qui, bien qu’esclave, écrit en 1775 un poème en son honneur, auraient contribué à l’évolution de sa pensée.
En 1783, dans une lettre, Gilbert du Motier de La Fayette propose à George Washington, son ami, « d'acheter ensemble un domaine où travailleront des Noirs libres pour montrer à tous la possibilité de leur émancipation. »
Il est possible qu’il ait eu un fils appelé West Ford avec une esclave nommée Vénus. Ses descendants tentent toujours de démontrer que cet enfant était bien le fils de Washington.

## Hommages

### Éponymie
Washington est l’un des personnages les plus importants de l’histoire des États-Unis. À ce titre, son nom a été donné notamment à de nombreux lieux.

#### Lieux
La capitale fédérale américaine et l'État de Washington portent son nom, ainsi qu'un certain nombre de lieux, dont trente comtés et une paroisse.
La capitale fédérale, créée officiellement par la Constitution des États-Unis (1787), fut fondée ex nihilo en 1800. George Washington et Thomas Jefferson souhaitaient qu'elle fût la capitale idéale de la nouvelle nation. Le Congrès américain vota le Residence Act en 1790 précisant que George Washington devait en dessiner les limites et mettre en place une administration provisoire, aidé par des commissaires qui décidèrent d'appeler la cité du nom du président. Le site retenu par Washington se trouve dans une région qui lui était familière, dans la vallée du Potomac, à proximité de sa plantation de Mount Vernon. Le plan de la nouvelle ville fut l'œuvre de Pierre Charles L'Enfant, un ingénieur militaire français engagé dans la guerre d'indépendance durant laquelle il fit la connaissance de George Washington.
Washington est le seul président éponyme d'un État américain : cela fut proposé par le représentant Richard H. Stanton (en) pour nommer ce qui n'était alors qu'un territoire situé au nord-ouest des États-Unis. Il prit le nom d'État de Washington lors de son rattachement à l'Union en 1889.
De nombreux sites naturels portent le nom de Washington, comme le mont Washington (New Hampshire) (1 917 mètres), le mont Washington (Oregon) (2 316 mètres), le lac Washington (dans l'État de Washington, 87,6 km2), et deux îles, l'une dans le Wisconsin, et l'autre dans le Michigan.

#### Universités, monuments, grands ouvrages
Plusieurs établissements d’enseignement supérieur ont été baptisés en son honneur (université Washington et Lee, université George-Washington, Trinity Washington University, université de Washington, université Washington de Saint-Louis, etc.).
Le Washington Monument State Park, dans le comté de Washington (Maryland), abrite le premier monument érigé en sa mémoire (1827). Le Washington Monument est l’un des monuments les plus célèbres dédiés au premier président américain : ce grand obélisque de 169 mètres de hauteur se dresse dans la capitale fédérale et fut construit entre 1848 et 1884 grâce à des fonds privés, pour remplacer une statue équestre représentant George Washington.
À New York, un arc de triomphe lui est dédié depuis 1895 dans le Washington Square. Le George Washington Masonic National Memorial dans la ville d’Alexandria fut construit uniquement avec les contributions volontaires des membres de la franc-maçonnerie. Le pont George-Washington, inauguré le 24 octobre 1931 relie la ville de New York à ses banlieues du New Jersey.

#### Flotte des États-Unis
Le nom du commandant de l'Armée continentale fut choisi pour le premier sous-marin lance-missiles américain (USS George Washington (SSBN-598)) et pour un porte-avions nucléaire (USS George Washington (CVN-73)).

#### Taxonomie
Le nom d'un genre de palmiers, Washingtonia, lui rend hommage. Il comprend deux espèces, Washingtonia filifera et Washingtonia robusta.
Une algue du genre Pylaiella (famille des Acinetosporaceae) est nommée Pylaiella washingtoniensis. Une autre espèce d'algue de la famille des Rhodomelaceae est nommée Odonthalia washingtoniensis.
Une sous-espèce du Pygargue à tête blanche, l'aigle américain devenu l'emblème du pays, est nommée Haliaeetus leucocephalus washingtoniensis.

### Autres commémorations et hommages
Son anniversaire, célébré le troisième lundi de février, est un jour férié fédéral.
Le 26 août 1792, l’Assemblée nationale législative le proclame citoyen français par décret de l'Assemblée nationale du 26 août 1792 qui confère le titre de citoyen français à plusieurs étrangers.

« Considérant enfin, qu’au moment où une Convention nationale va fixer les destinées de la France, et préparer peut-être celles du genre humain, il appartient à un peuple généreux et libre d’appeler toutes les lumières et de déférer le droit de concourir à ce grand acte de raison, à des hommes qui, par leurs sentiments, leurs écrits et leur courage, s’en sont montrés si éminemment dignes ;
« Déclare déférer le titre de citoyen français au docteur Joseph Priestley, à Thomas Paine, à Jeremy Bentham, à William Wilberforce, à Thomas Clarkson, à James Mackintosh, à David Williams, à Giuseppe Gorani, à Anacharsis Cloots, à Corneille de Pauw, à Joachim Heinrich Campe, à Johann Heinrich Pestalozzi, à Georges Washington, à Jean Hamilton, à James Madison, à Friedrich Gottlieb Klopstock et à Thadée Kosciuszko. »

— Décret du 26 août 1792 (Wikisource)
À l’occasion du bicentenaire de la Déclaration d’Indépendance (1976), George Washington fut élevé de façon posthume au grade de General of the Armies par une résolution du Congrès des États-Unis approuvée par le président de l’époque Gerald Ford.
Washington est enfin l’un des quatre présidents dont le visage est sculpté au mont Rushmore, un mémorial national terminé en 1941.

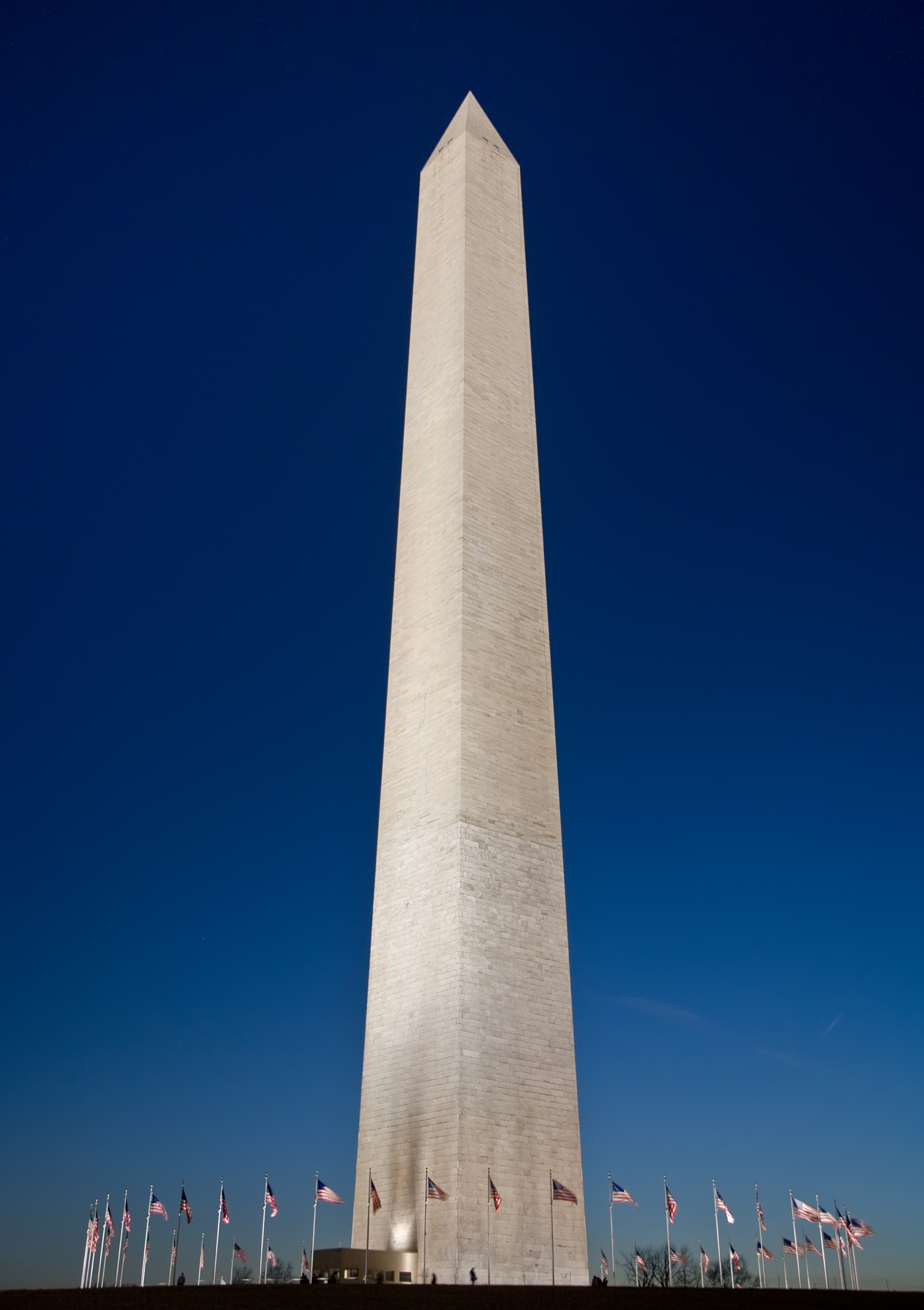
Washington Monument
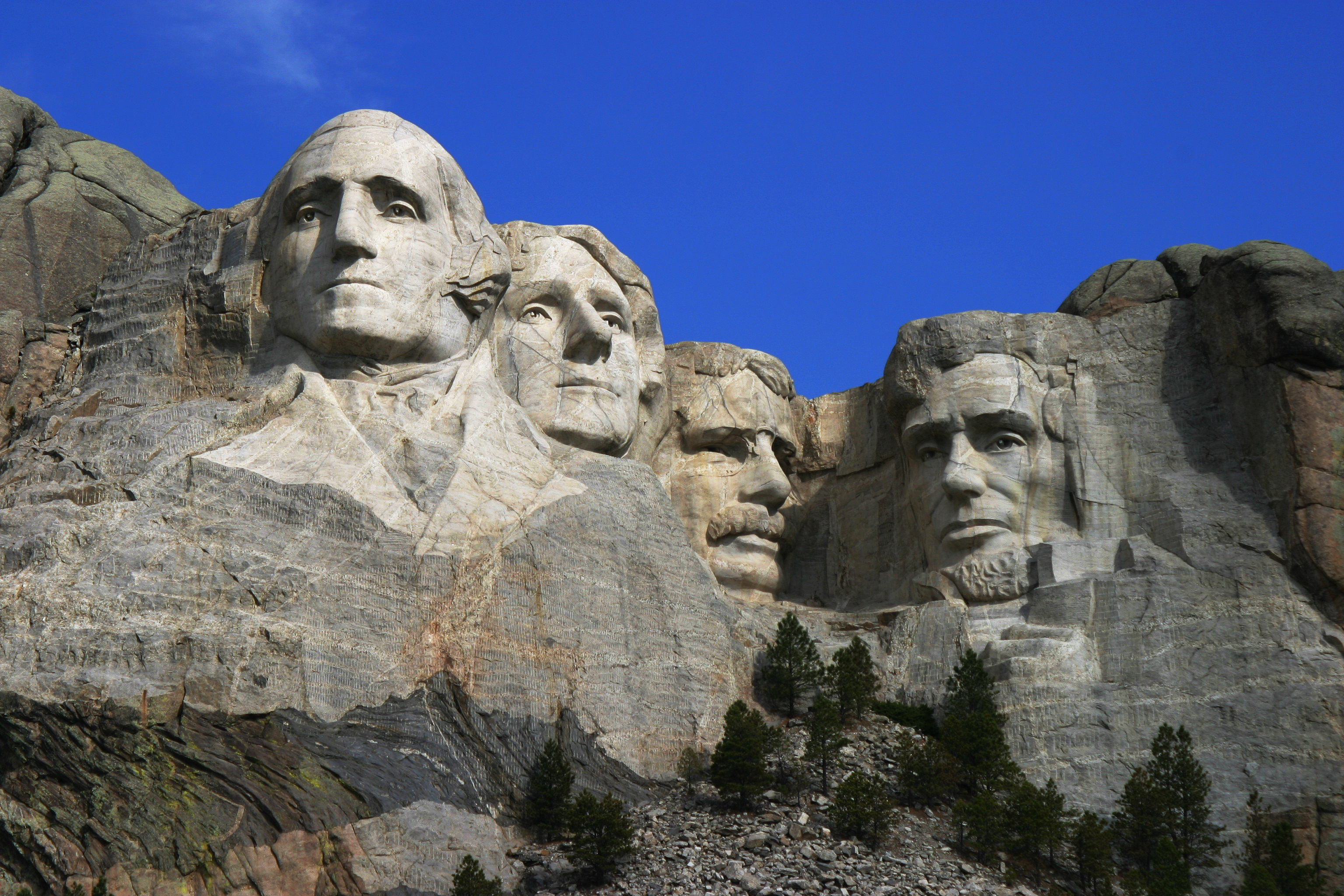
Mont Rushmore, George Washington est à gauche
Washington Square, New York
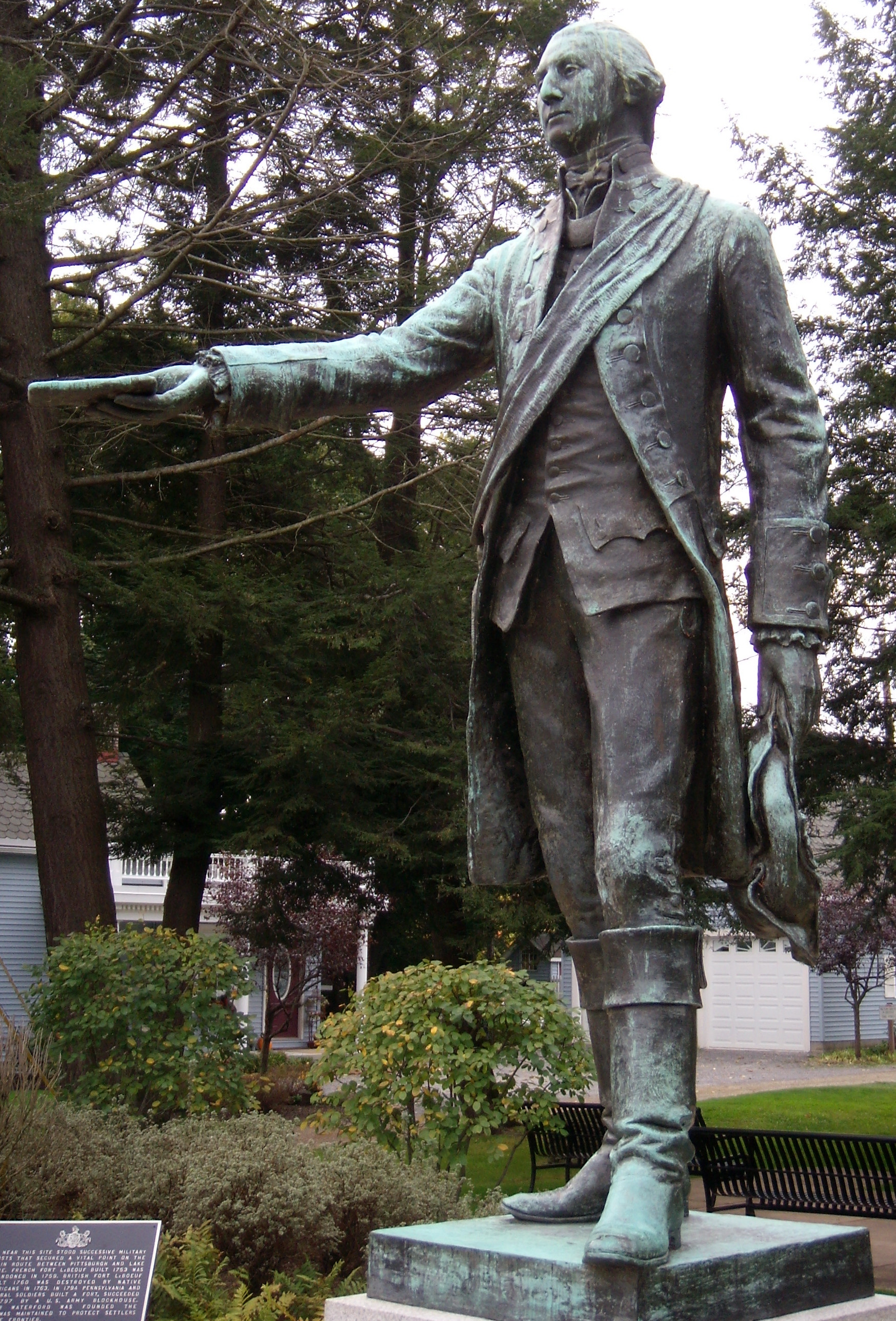
Statue de George Washington en uniforme britannique sur le site de Fort Le Boeuf
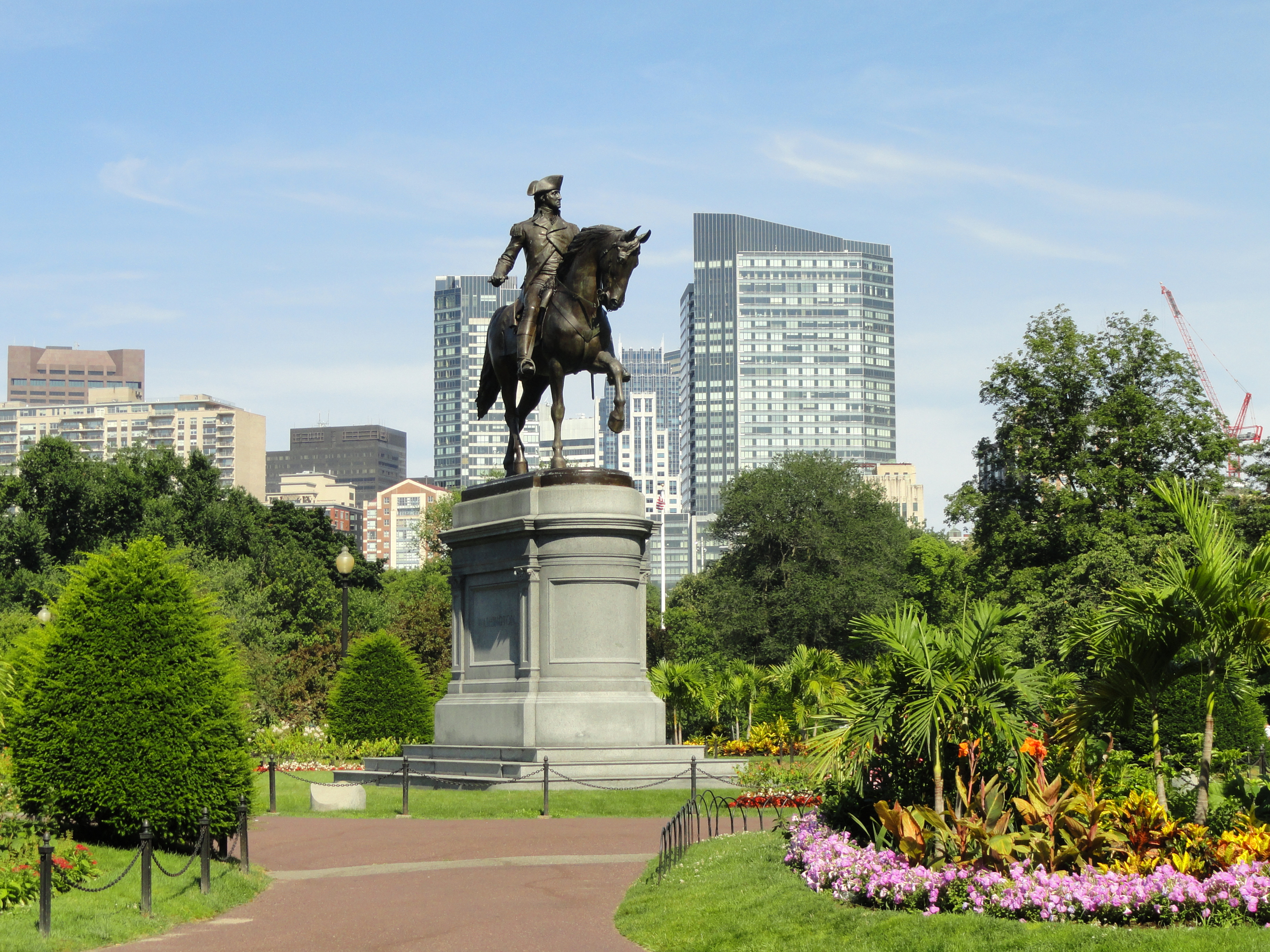
Statue de George Washington à Boston
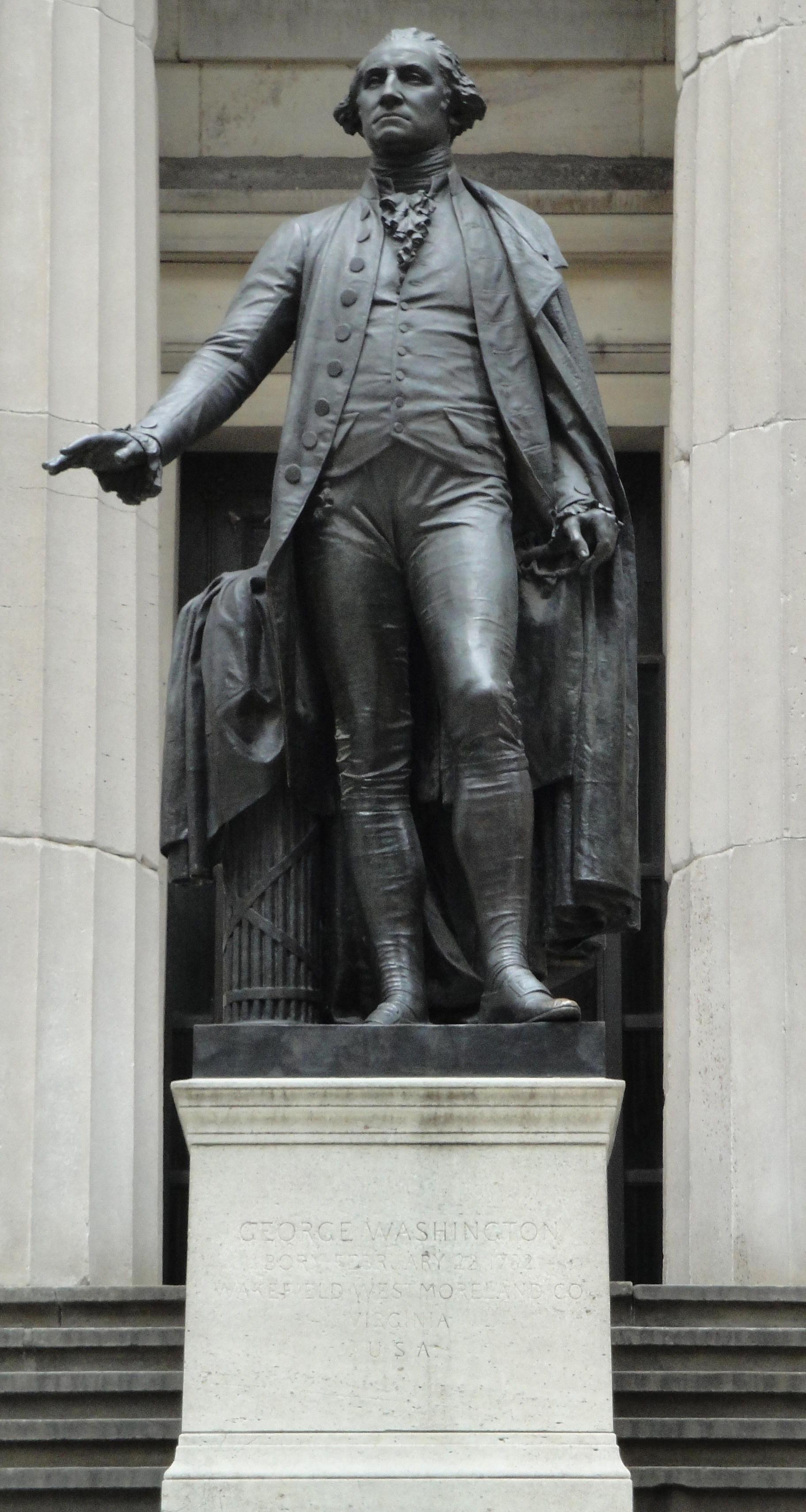
Statue de George Washington érigée devant le Federal Hall National Memorial à New York
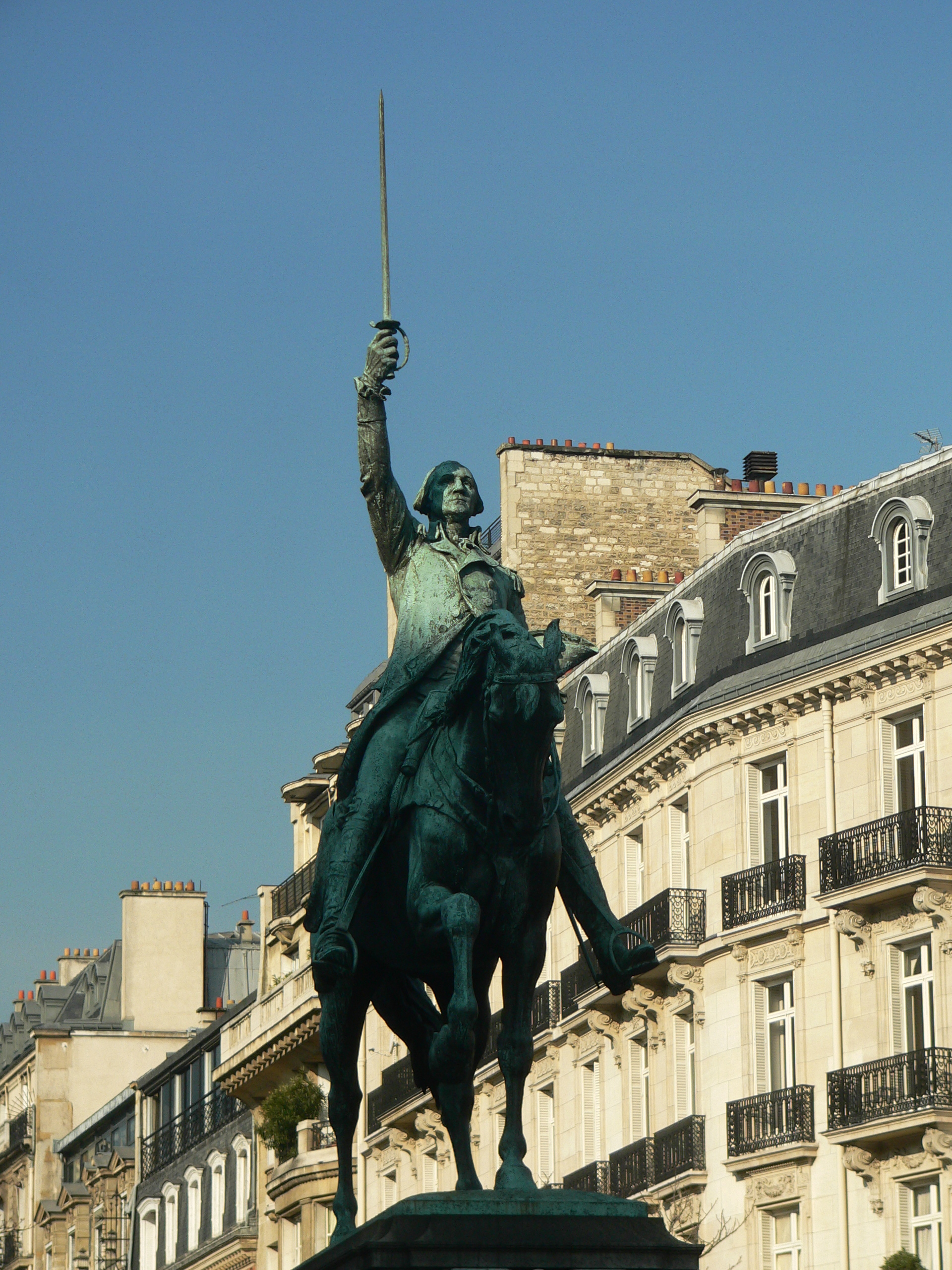
Une statue de George Washington sur la place d'Iéna, Paris, France.
Statue équestre de George Washington sur la Benjamin Franklin Parkway à Philadelphie
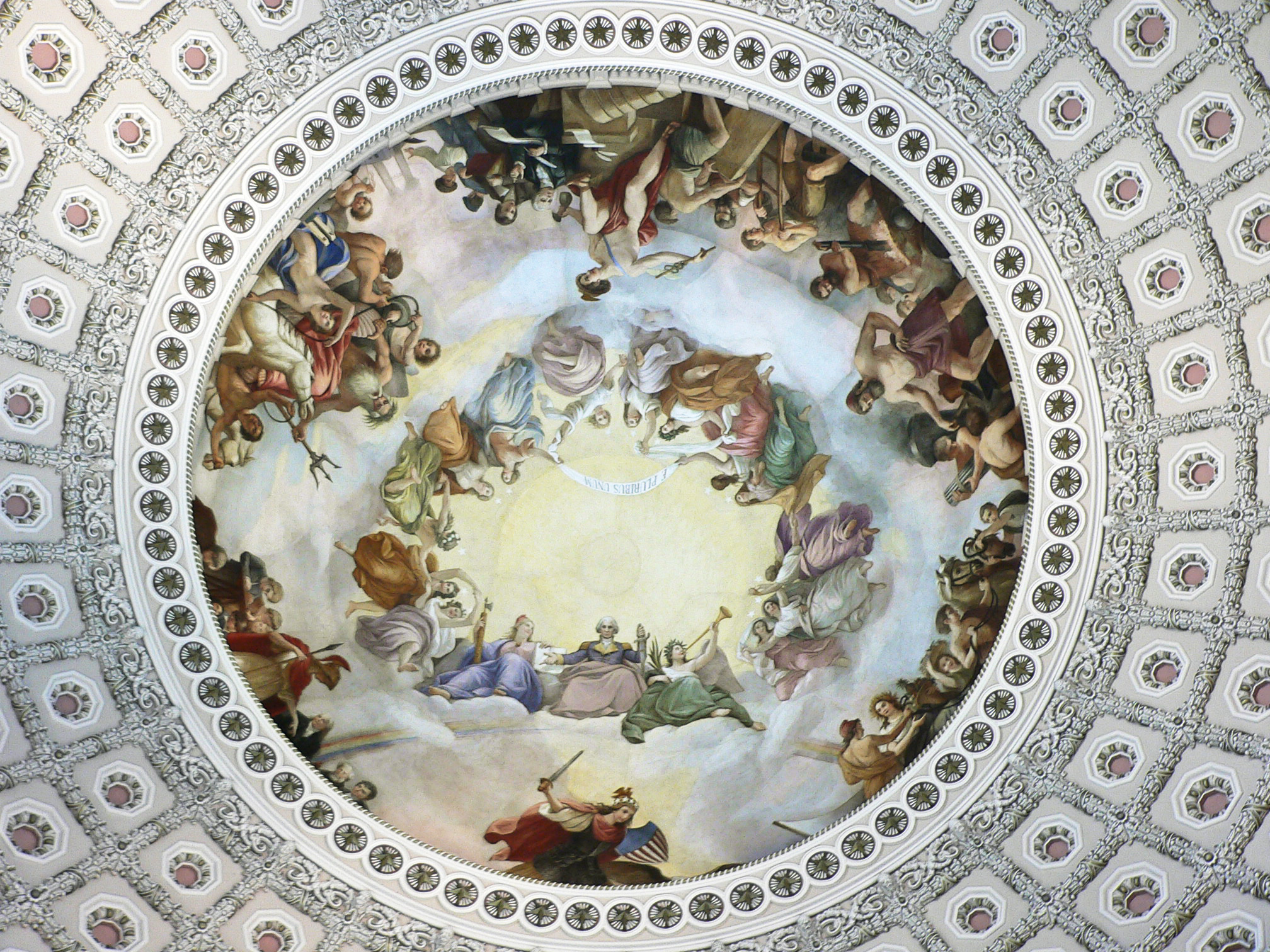
Constantino Brumidi, Apothéose de Washington (1865), coupole du capitole, à Washington, D.C.
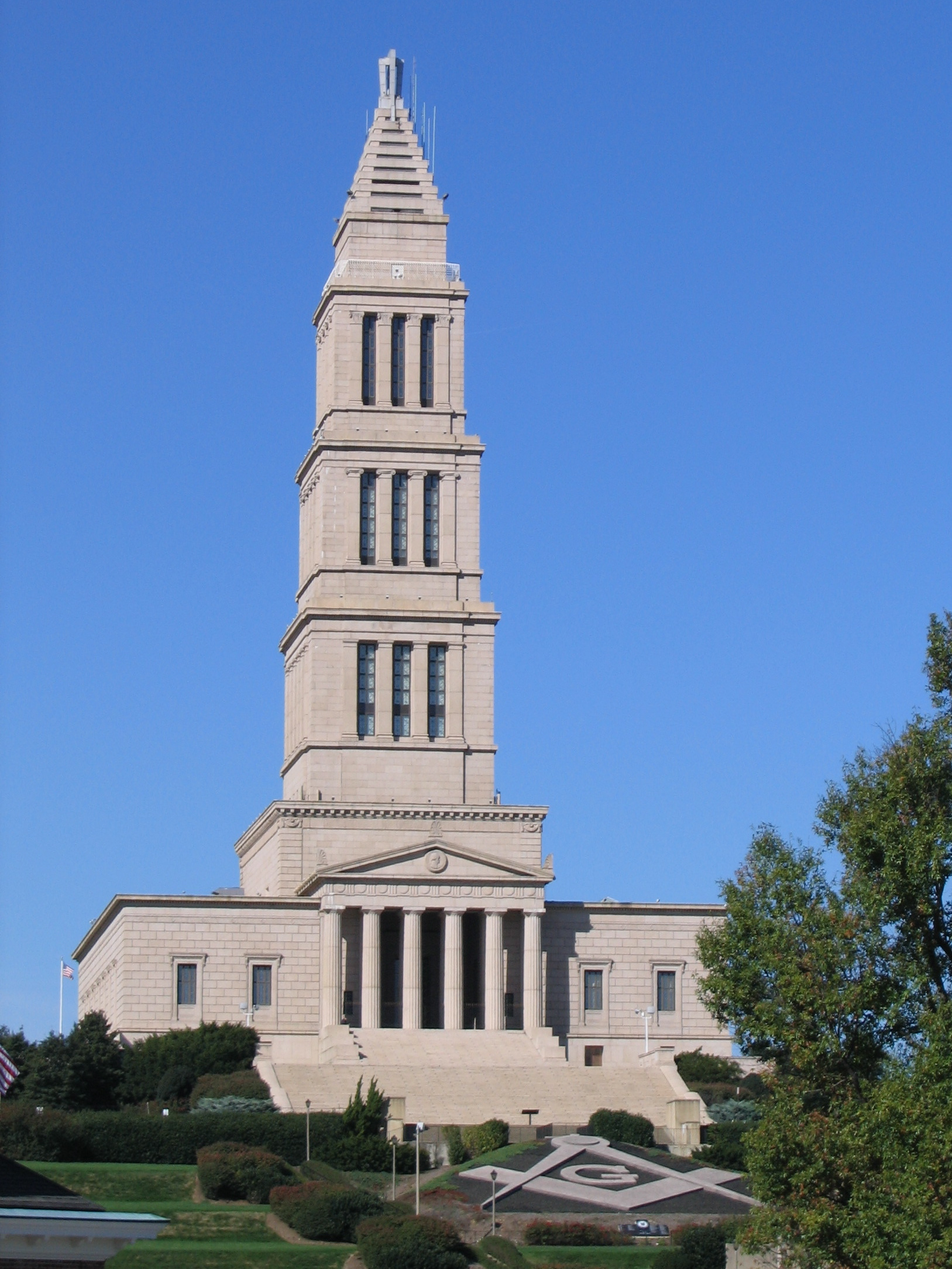
George Washington Masonic National Memorial.
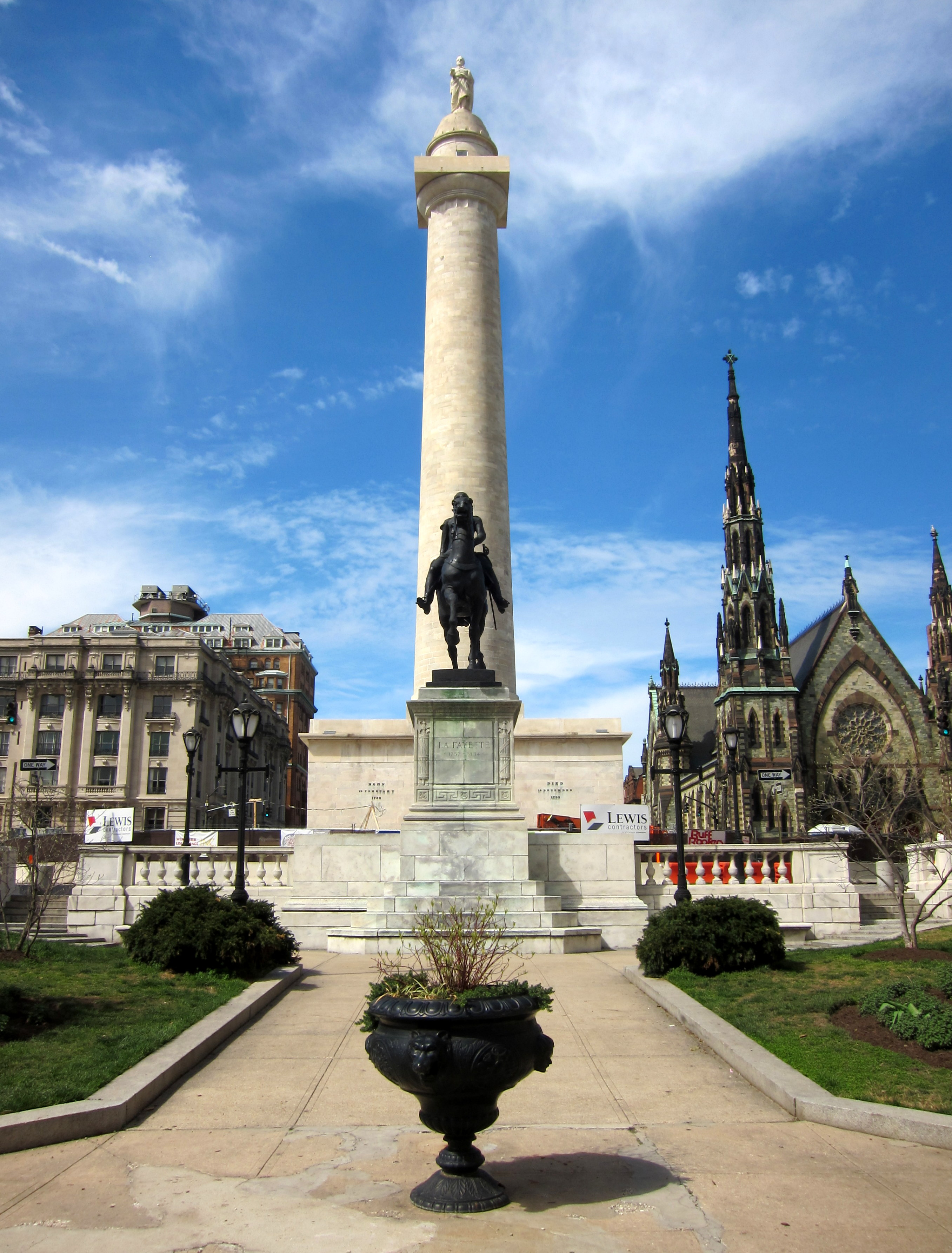
Washington Monument Baltimore.

### Une image omniprésente
L’image de George Washington est souvent utilisée comme symbole du pays et constitue une icône de la nation américaine, au même titre que le drapeau, l'hymne national et le grand sceau. Son portrait figure sur le billet d'un dollar ainsi que sur la pièce de 25 cents (appelée aussi « quarter ») qui a été mise en circulation à l'occasion de son deux-centième anniversaire. Il figure aussi sur la pièce d'un dollar mise en circulation en 2007. Il est représenté sur de nombreux timbres d’usage courant, dont l’un des deux premiers des États-Unis, le dix cents noir.

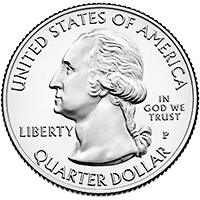
Pièce de 25 cents
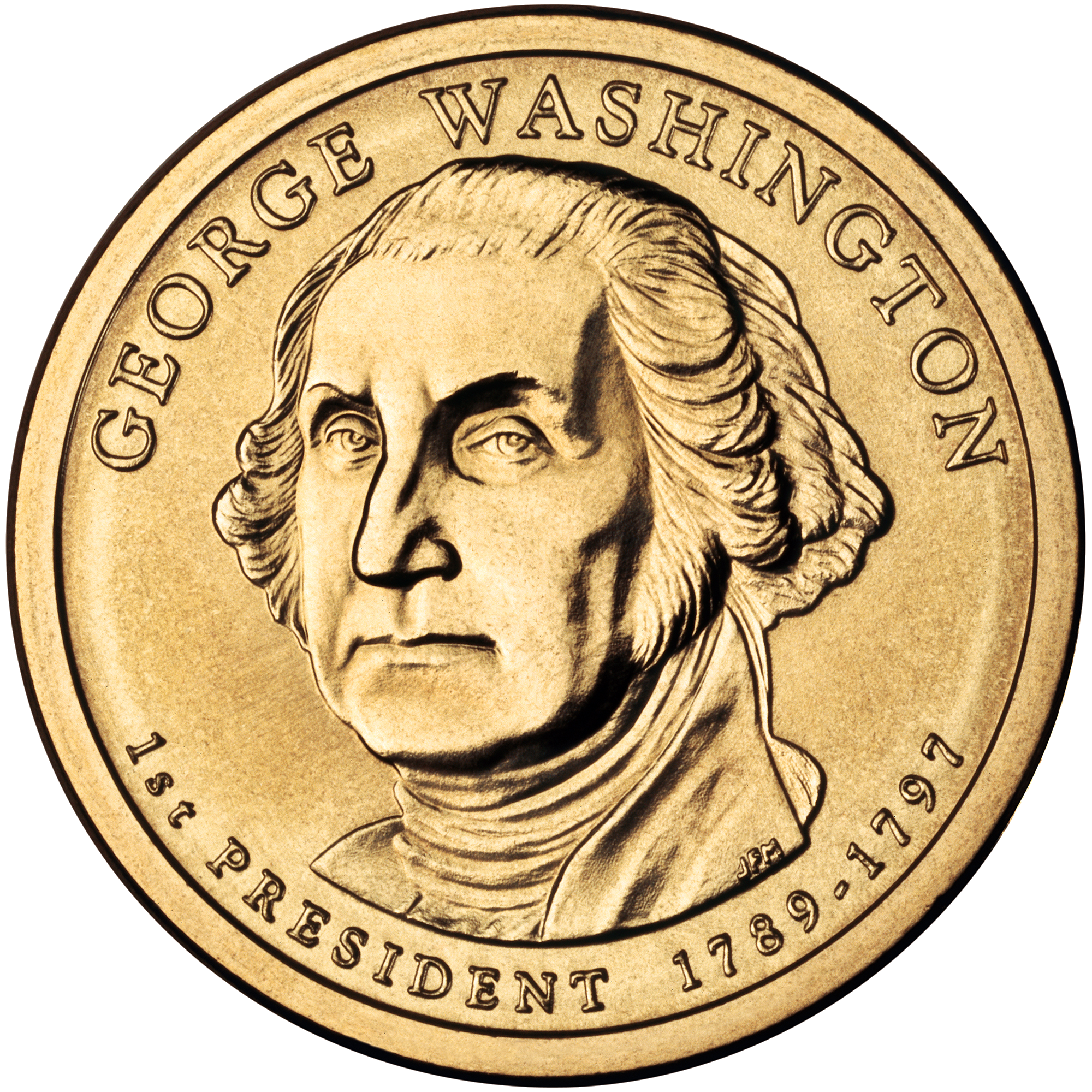
Pièce d'un dollar
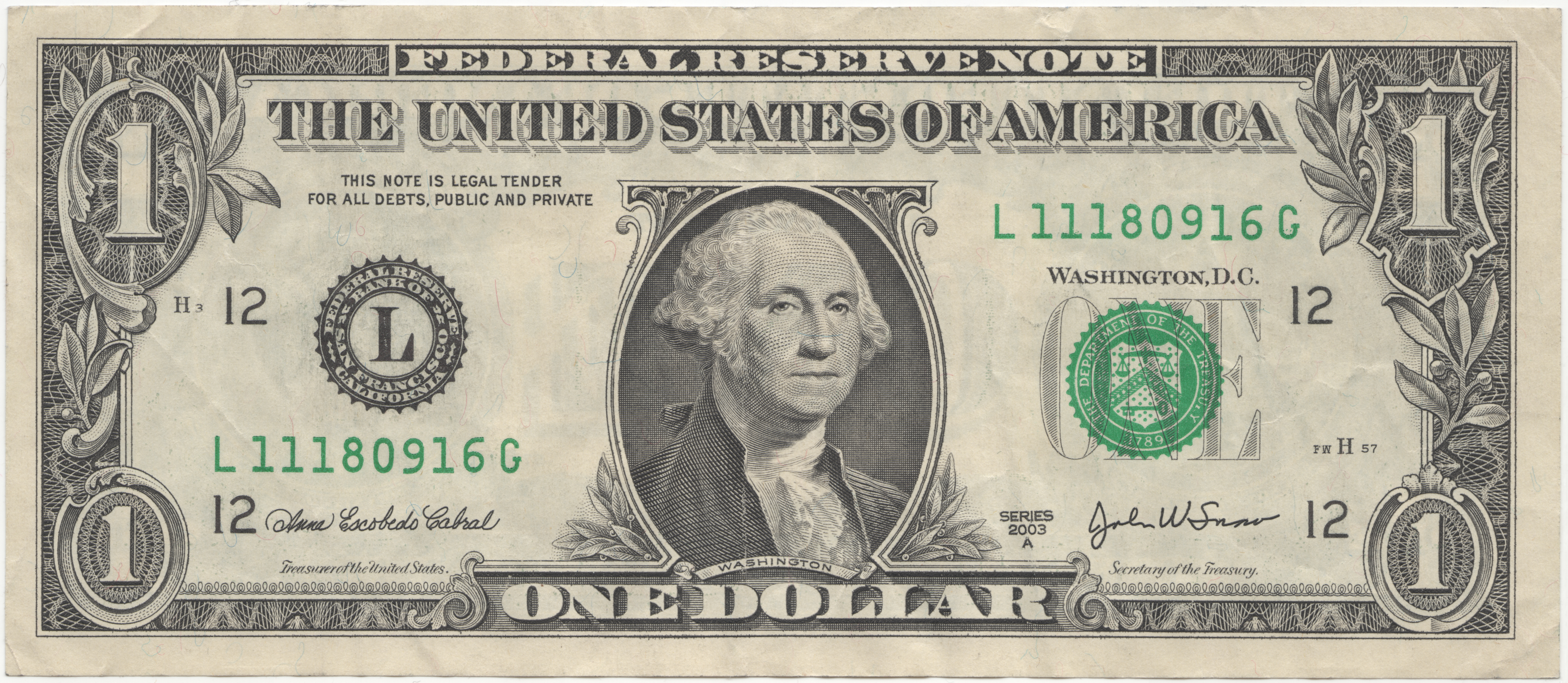
Billet d'un dollar
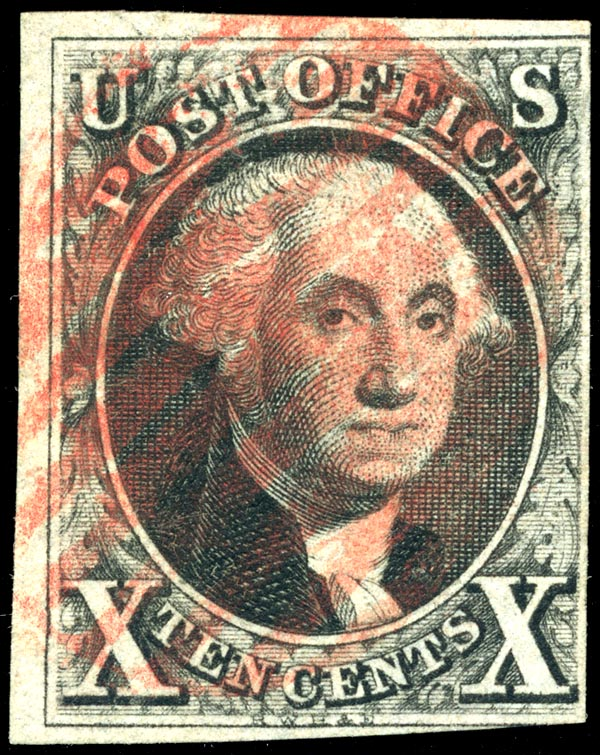
Premier timbre-poste des États-Unis de 1847 (10 cents)
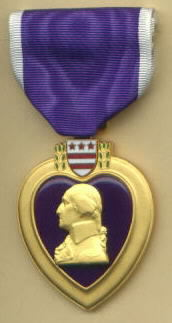
Médaille du Purple Heart, à l'effigie de Washington

### Un héros national
Dès les années 1770, George Washington est célébré comme le « Père de Son Pays » (en anglais : Father of His Country) et est considéré comme le plus important des Pères fondateurs des États-Unis (en anglais : Founding Fathers of the United States). Benjamin Franklin est l'un de ses plus proches amis et lui lègue par testament sa canne préférée. L'écrivaine afro-américaine Phillis Wheatley lui dédie une ode en 1776. En France, Washington est également très connu à l'époque. Il est proche du marquis de La Fayette, qui après la guerre d’indépendance continue à lui écrire, à lui envoyer des cadeaux et baptise son fils du nom de George Washington Lafayette. Lorsqu’il revient en Amérique en 1824, La Fayette alla se recueillir sur la tombe de son héros et père adoptif.

### Légendes

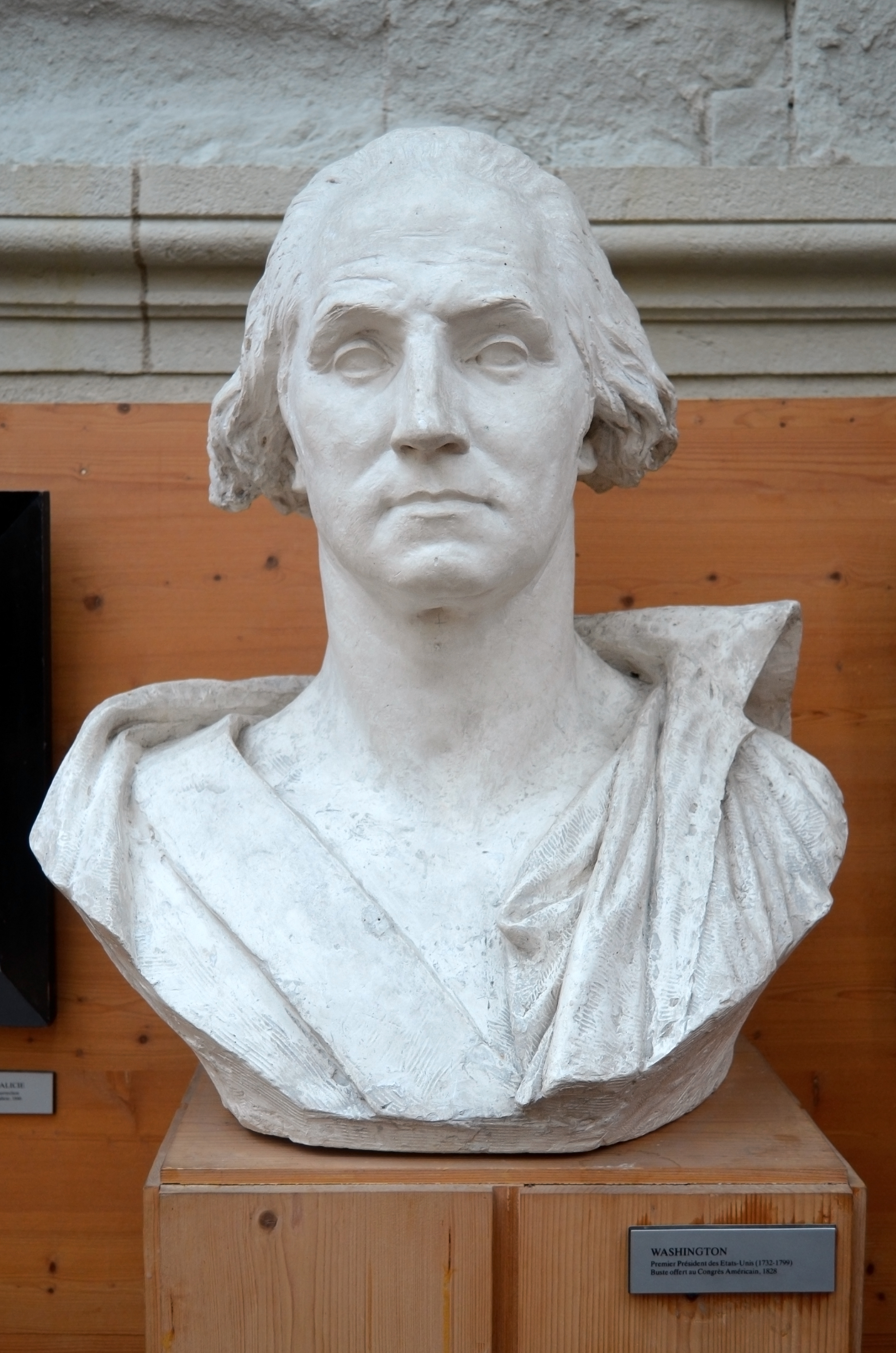
Buste de George Washington par le sculpteur Pierre-Jean David d'Angers (1828). Exposé dans la Galerie David d'Angers, Angers.

George Washington étant devenu un héros national après sa mort, ses admirateurs font circuler rapidement des récits apocryphes sur ses vertus, en particulier sur son honnêteté légendaire. Dès l’année qui suit sa mort, Mason Locke Weems, un prêtre épiscopalien, écrit une véritable hagiographie qui érige Washington au rang de mythe national destiné à servir de modèle aux nouvelles générations ; c’est à Weems que l’on doit l’anecdote du cerisier : cette histoire rapporte qu’il voulait essayer une nouvelle hache et qu’il avait abattu l’un des arbres de son père. Interrogé par ce dernier, Washington aurait déclaré : « Je ne peux pas mentir, c’est moi qui ai abattu le cerisier. » Le même auteur fait de Washington un bon chrétien, un homme qui a réussi parce qu’il est pieux.

## Renommée et influence
Dans ses Mémoires d'outre-tombe, François-René de Chateaubriand qui avait rencontré Washington lors de son voyage en Amérique déclarait : « Washington a été le représentant des besoins, des idées des lumières, des opinions de son époque. »
De nos jours, les Américains affirment « vénérer Washington, aimer Lincoln et se rappeler Jefferson. » Selon un classement dressé par des historiens pour le magazine The Atlantic Montly, il est le deuxième Américain le plus influent de l'Histoire, derrière Lincoln et devant Jefferson.

## George Washington dans la culture
Il existe de nombreuses représentations artistiques de George Washington, aux États-Unis comme en Europe.

## Généalogie
|  |  |  |  |  |  |             |             |                                      |                                      |                                      |                                      |                                      |                                      |                                 |                                 |                                  |                                  |                                  |                                  |                                  |                                  |                               |                               |                                           |                                           |                                           |                                           |                                           |                                           |                                  |                                  | Nicolas Martiau (1591-1657)      | Nicolas Martiau (1591-1657)      | Nicolas Martiau (1591-1657)      | Nicolas Martiau (1591-1657)      | Nicolas Martiau (1591-1657)      | Nicolas Martiau (1591-1657)      |                   |                   | Jane Berkeley     | Jane Berkeley     | Jane Berkeley | Jane Berkeley | Jane Berkeley | Jane Berkeley |
|  |  |  |  |  |  |             |             |                                      |                                      |                                      |                                      |                                      |                                      |                                 |                                 |                                  |                                  |                                  |                                  |                                  |                                  |                               |                               |                                           |                                           |                                           |                                           |                                           |                                           |                                  |                                  | Nicolas Martiau (1591-1657)      | Nicolas Martiau (1591-1657)      | Nicolas Martiau (1591-1657)      | Nicolas Martiau (1591-1657)      | Nicolas Martiau (1591-1657)      | Nicolas Martiau (1591-1657)      |                   |                   | Jane Berkeley     | Jane Berkeley     | Jane Berkeley | Jane Berkeley | Jane Berkeley | Jane Berkeley |
|  |  |  |  |  |  |             |             |                                      |                                      |                                      |                                      |                                      |                                      |                                 |                                 |                                  |                                  |                                  |                                  |                                  |                                  |                               |                               |                                           |                                           |                                           |                                           |                                           |                                           |                                  |                                  |                                  |                                  |                                  |                                  |                                  |                                  |                   |                   |                   |                   |               |               |               |               |
|  |  |  |  |  |  |             |             | Lawrence Washington (en) (1602-1655) | Lawrence Washington (en) (1602-1655) | Lawrence Washington (en) (1602-1655) | Lawrence Washington (en) (1602-1655) | Lawrence Washington (en) (1602-1655) | Lawrence Washington (en) (1602-1655) |                                 |                                 | Nathaniel Pope (en)              | Nathaniel Pope (en)              | Nathaniel Pope (en)              | Nathaniel Pope (en)              | Nathaniel Pope (en)              | Nathaniel Pope (en)              |                               |                               |                                           |                                           |                                           |                                           | colonel George Reade (1608-1674)          | colonel George Reade (1608-1674)          | colonel George Reade (1608-1674) | colonel George Reade (1608-1674) | colonel George Reade (1608-1674) | colonel George Reade (1608-1674) |                                  |                                  | Elisabeth Martiau                | Elisabeth Martiau                | Elisabeth Martiau | Elisabeth Martiau | Elisabeth Martiau | Elisabeth Martiau |               |               |               |               |
|  |  |  |  |  |  |             |             | Lawrence Washington (en) (1602-1655) | Lawrence Washington (en) (1602-1655) | Lawrence Washington (en) (1602-1655) | Lawrence Washington (en) (1602-1655) | Lawrence Washington (en) (1602-1655) | Lawrence Washington (en) (1602-1655) |                                 |                                 | Nathaniel Pope (en)              | Nathaniel Pope (en)              | Nathaniel Pope (en)              | Nathaniel Pope (en)              | Nathaniel Pope (en)              | Nathaniel Pope (en)              |                               |                               |                                           |                                           |                                           |                                           | colonel George Reade (1608-1674)          | colonel George Reade (1608-1674)          | colonel George Reade (1608-1674) | colonel George Reade (1608-1674) | colonel George Reade (1608-1674) | colonel George Reade (1608-1674) |                                  |                                  | Elisabeth Martiau                | Elisabeth Martiau                | Elisabeth Martiau | Elisabeth Martiau | Elisabeth Martiau | Elisabeth Martiau |               |               |               |               |
|  |  |  |  |  |  |             |             |                                      |                                      |                                      |                                      |                                      |                                      |                                 |                                 |                                  |                                  |                                  |                                  |                                  |                                  |                               |                               |                                           |                                           |                                           |                                           |                                           |                                           |                                  |                                  |                                  |                                  |                                  |                                  |                                  |                                  |                   |                   |                   |                   |               |               |               |               |
|  |  |  |  |  |  |             |             | John Washington (1631-1677)          | John Washington (1631-1677)          | John Washington (1631-1677)          | John Washington (1631-1677)          | John Washington (1631-1677)          | John Washington (1631-1677)          |                                 |                                 | Anne Pope                        | Anne Pope                        | Anne Pope                        | Anne Pope                        | Anne Pope                        | Anne Pope                        |                               |                               | colonel Augustine Warner (en) (1642-1684) | colonel Augustine Warner (en) (1642-1684) | colonel Augustine Warner (en) (1642-1684) | colonel Augustine Warner (en) (1642-1684) | colonel Augustine Warner (en) (1642-1684) | colonel Augustine Warner (en) (1642-1684) |                                  |                                  | Mildred Reade                    | Mildred Reade                    | Mildred Reade                    | Mildred Reade                    | Mildred Reade                    | Mildred Reade                    |                   |                   |                   |                   |               |               |               |               |
|  |  |  |  |  |  |             |             | John Washington (1631-1677)          | John Washington (1631-1677)          | John Washington (1631-1677)          | John Washington (1631-1677)          | John Washington (1631-1677)          | John Washington (1631-1677)          |                                 |                                 | Anne Pope                        | Anne Pope                        | Anne Pope                        | Anne Pope                        | Anne Pope                        | Anne Pope                        |                               |                               | colonel Augustine Warner (en) (1642-1684) | colonel Augustine Warner (en) (1642-1684) | colonel Augustine Warner (en) (1642-1684) | colonel Augustine Warner (en) (1642-1684) | colonel Augustine Warner (en) (1642-1684) | colonel Augustine Warner (en) (1642-1684) |                                  |                                  | Mildred Reade                    | Mildred Reade                    | Mildred Reade                    | Mildred Reade                    | Mildred Reade                    | Mildred Reade                    |                   |                   |                   |                   |               |               |               |               |
|  |  |  |  |  |  |             |             |                                      |                                      |                                      |                                      |                                      |                                      |                                 |                                 |                                  |                                  |                                  |                                  |                                  |                                  |                               |                               |                                           |                                           |                                           |                                           |                                           |                                           |                                  |                                  |                                  |                                  |                                  |                                  |                                  |                                  |                   |                   |                   |                   |               |               |               |               |
|  |  |  |  |  |  |             |             |                                      |                                      |                                      |                                      |                                      |                                      |                                 |                                 |                                  |                                  |                                  |                                  |                                  |                                  |                               |                               |                                           |                                           |                                           |                                           |                                           |                                           |                                  |                                  |                                  |                                  |                                  |                                  |                                  |                                  |                   |                   |                   |                   |               |               |               |               |
|  |  |  |  |  |  |             |             |                                      |                                      |                                      |                                      |                                      |                                      |                                 |                                 |                                  |                                  |                                  |                                  |                                  |                                  |                               |                               |                                           |                                           |                                           |                                           |                                           |                                           |                                  |                                  |                                  |                                  |                                  |                                  |                                  |                                  |                   |                   |                   |                   |               |               |               |               |
|  |  |  |  |  |  |             |             |                                      |                                      |                                      |                                      | Lawrence Washington (1659-1698)      | Lawrence Washington (1659-1698)      | Lawrence Washington (1659-1698) | Lawrence Washington (1659-1698) | Lawrence Washington (1659-1698)  | Lawrence Washington (1659-1698)  |                                  |                                  |                                  |                                  |                               |                               | Mildred Gale                              | Mildred Gale                              | Mildred Gale                              | Mildred Gale                              | Mildred Gale                              | Mildred Gale                              |                                  |                                  | Mary Warner                      | Mary Warner                      | Mary Warner                      | Mary Warner                      | Mary Warner                      | Mary Warner                      |                   |                   |                   |                   |               |               |               |               |
|  |  |  |  |  |  |             |             |                                      |                                      |                                      |                                      | Lawrence Washington (1659-1698)      | Lawrence Washington (1659-1698)      | Lawrence Washington (1659-1698) | Lawrence Washington (1659-1698) | Lawrence Washington (1659-1698)  | Lawrence Washington (1659-1698)  |                                  |                                  |                                  |                                  |                               |                               | Mildred Gale                              | Mildred Gale                              | Mildred Gale                              | Mildred Gale                              | Mildred Gale                              | Mildred Gale                              |                                  |                                  | Mary Warner                      | Mary Warner                      | Mary Warner                      | Mary Warner                      | Mary Warner                      | Mary Warner                      |                   |                   |                   |                   |               |               |               |               |
|  |  |  |  |  |  |             |             |                                      |                                      |                                      |                                      |                                      |                                      |                                 |                                 |                                  |                                  |                                  |                                  |                                  |                                  |                               |                               |                                           |                                           |                                           |                                           |                                           |                                           |                                  |                                  |                                  |                                  |                                  |                                  |                                  |                                  |                   |                   |                   |                   |               |               |               |               |
|  |  |  |  |  |  | Jane Butler | Jane Butler | Jane Butler                          | Jane Butler                          | Jane Butler                          | Jane Butler                          |                                      |                                      |                                 |                                 | Augustine Washington (1694-1743) | Augustine Washington (1694-1743) | Augustine Washington (1694-1743) | Augustine Washington (1694-1743) | Augustine Washington (1694-1743) | Augustine Washington (1694-1743) |                               |                               | Mary Ball (1708-1789)                     | Mary Ball (1708-1789)                     | Mary Ball (1708-1789)                     | Mary Ball (1708-1789)                     | Mary Ball (1708-1789)                     | Mary Ball (1708-1789)                     |                                  |                                  |                                  |                                  |                                  |                                  |                                  |                                  |                   |                   |                   |                   |               |               |               |               |
|  |  |  |  |  |  | Jane Butler | Jane Butler | Jane Butler                          | Jane Butler                          | Jane Butler                          | Jane Butler                          |                                      |                                      |                                 |                                 | Augustine Washington (1694-1743) | Augustine Washington (1694-1743) | Augustine Washington (1694-1743) | Augustine Washington (1694-1743) | Augustine Washington (1694-1743) | Augustine Washington (1694-1743) |                               |                               | Mary Ball (1708-1789)                     | Mary Ball (1708-1789)                     | Mary Ball (1708-1789)                     | Mary Ball (1708-1789)                     | Mary Ball (1708-1789)                     | Mary Ball (1708-1789)                     |                                  |                                  |                                  |                                  |                                  |                                  |                                  |                                  |                   |                   |                   |                   |               |               |               |               |
|  |  |  |  |  |  |             |             |                                      |                                      |                                      |                                      |                                      |                                      |                                 |                                 |                                  |                                  |                                  |                                  |                                  |                                  |                               |                               |                                           |                                           |                                           |                                           |                                           |                                           |                                  |                                  |                                  |                                  |                                  |                                  |                                  |                                  |                   |                   |                   |                   |               |               |               |               |
|  |  |  |  |  |  |             |             |                                      |                                      | Lawrence Washington (1718-1752)      | Lawrence Washington (1718-1752)      | Lawrence Washington (1718-1752)      | Lawrence Washington (1718-1752)      | Lawrence Washington (1718-1752) | Lawrence Washington (1718-1752) |                                  |                                  |                                  |                                  | George Washington (1732-1799)    | George Washington (1732-1799)    | George Washington (1732-1799) | George Washington (1732-1799) | George Washington (1732-1799)             | George Washington (1732-1799)             |                                           |                                           | Martha Washington (1731-1802)             | Martha Washington (1731-1802)             | Martha Washington (1731-1802)    | Martha Washington (1731-1802)    | Martha Washington (1731-1802)    | Martha Washington (1731-1802)    |                                  |                                  |                                  |                                  |                   |                   |                   |                   |               |               |               |               |
|  |  |  |  |  |  |             |             |                                      |                                      | Lawrence Washington (1718-1752)      | Lawrence Washington (1718-1752)      | Lawrence Washington (1718-1752)      | Lawrence Washington (1718-1752)      | Lawrence Washington (1718-1752) | Lawrence Washington (1718-1752) |                                  |                                  |                                  |                                  | George Washington (1732-1799)    | George Washington (1732-1799)    | George Washington (1732-1799) | George Washington (1732-1799) | George Washington (1732-1799)             | George Washington (1732-1799)             |                                           |                                           | Martha Washington (1731-1802)             | Martha Washington (1731-1802)             | Martha Washington (1731-1802)    | Martha Washington (1731-1802)    | Martha Washington (1731-1802)    | Martha Washington (1731-1802)    |                                  |                                  |                                  |                                  |                   |                   |                   |                   |               |               |               |               |
|  |  |  |  |  |  |             |             |                                      |                                      |                                      |                                      |                                      |                                      |                                 |                                 |                                  |                                  |                                  |                                  |                                  |                                  |                               |                               |                                           |                                           |                                           |                                           |                                           |                                           |                                  |                                  |                                  |                                  |                                  |                                  |                                  |                                  |                   |                   |                   |                   |               |               |               |               |
|  |  |  |  |  |  |             |             |                                      |                                      |                                      |                                      |                                      |                                      |                                 |                                 |                                  |                                  |                                  |                                  |                                  |                                  |                               |                               | George VI du Royaume-Uni (1895-1952)      | George VI du Royaume-Uni (1895-1952)      | George VI du Royaume-Uni (1895-1952)      | George VI du Royaume-Uni (1895-1952)      | George VI du Royaume-Uni (1895-1952)      | George VI du Royaume-Uni (1895-1952)      |                                  |                                  | Elizabeth Bowes-Lyon (1900-2002) | Elizabeth Bowes-Lyon (1900-2002) | Elizabeth Bowes-Lyon (1900-2002) | Elizabeth Bowes-Lyon (1900-2002) | Elizabeth Bowes-Lyon (1900-2002) | Elizabeth Bowes-Lyon (1900-2002) |                   |                   |                   |                   |               |               |               |               |
|  |  |  |  |  |  |             |             |                                      |                                      |                                      |                                      |                                      |                                      |                                 |                                 |                                  |                                  |                                  |                                  |                                  |                                  |                               |                               | George VI du Royaume-Uni (1895-1952)      | George VI du Royaume-Uni (1895-1952)      | George VI du Royaume-Uni (1895-1952)      | George VI du Royaume-Uni (1895-1952)      | George VI du Royaume-Uni (1895-1952)      | George VI du Royaume-Uni (1895-1952)      |                                  |                                  | Elizabeth Bowes-Lyon (1900-2002) | Elizabeth Bowes-Lyon (1900-2002) | Elizabeth Bowes-Lyon (1900-2002) | Elizabeth Bowes-Lyon (1900-2002) | Elizabeth Bowes-Lyon (1900-2002) | Elizabeth Bowes-Lyon (1900-2002) |                   |                   |                   |                   |               |               |               |               |
|  |  |  |  |  |  |             |             |                                      |                                      |                                      |                                      |                                      |                                      |                                 |                                 |                                  |                                  |                                  |                                  |                                  |                                  |                               |                               |                                           |                                           |                                           |                                           |                                           |                                           |                                  |                                  |                                  |                                  |                                  |                                  |                                  |                                  |                   |                   |                   |                   |               |               |               |               |
|  |  |  |  |  |  |             |             |                                      |                                      |                                      |                                      |                                      |                                      |                                 |                                 |                                  |                                  |                                  |                                  |                                  |                                  |                               |                               |                                           |                                           |                                           |                                           | Élisabeth II du Royaume-Uni               |                                           |                                  |                                  |                                  |                                  |                                  |                                  |                                  |                                  |                   |                   |                   |                   |               |               |               |               |

George Washington, d'ascendance essentiellement anglaise, descend aussi du premier émigré français en Virginie, un huguenot originaire de l'île de Ré, nommé Nicolas Martiau (1591-1657), qui débarqua du Francis-Bonaventure le 11 mai 1620, cinq mois avant l’arrivée des Pères pèlerins du Mayflower. Cet ancêtre français, l'un des 32 arrière-arrière-arrière-grands-parents de George Washington, avait acquis en 1631, 150 ans avant la bataille décisive de Yorktown pendant la guerre d'indépendance des États-Unis, un terrain sur lequel son descendant allait s'illustrer en 1781 à « York-town » contre les troupes britanniques.